# Bergheim

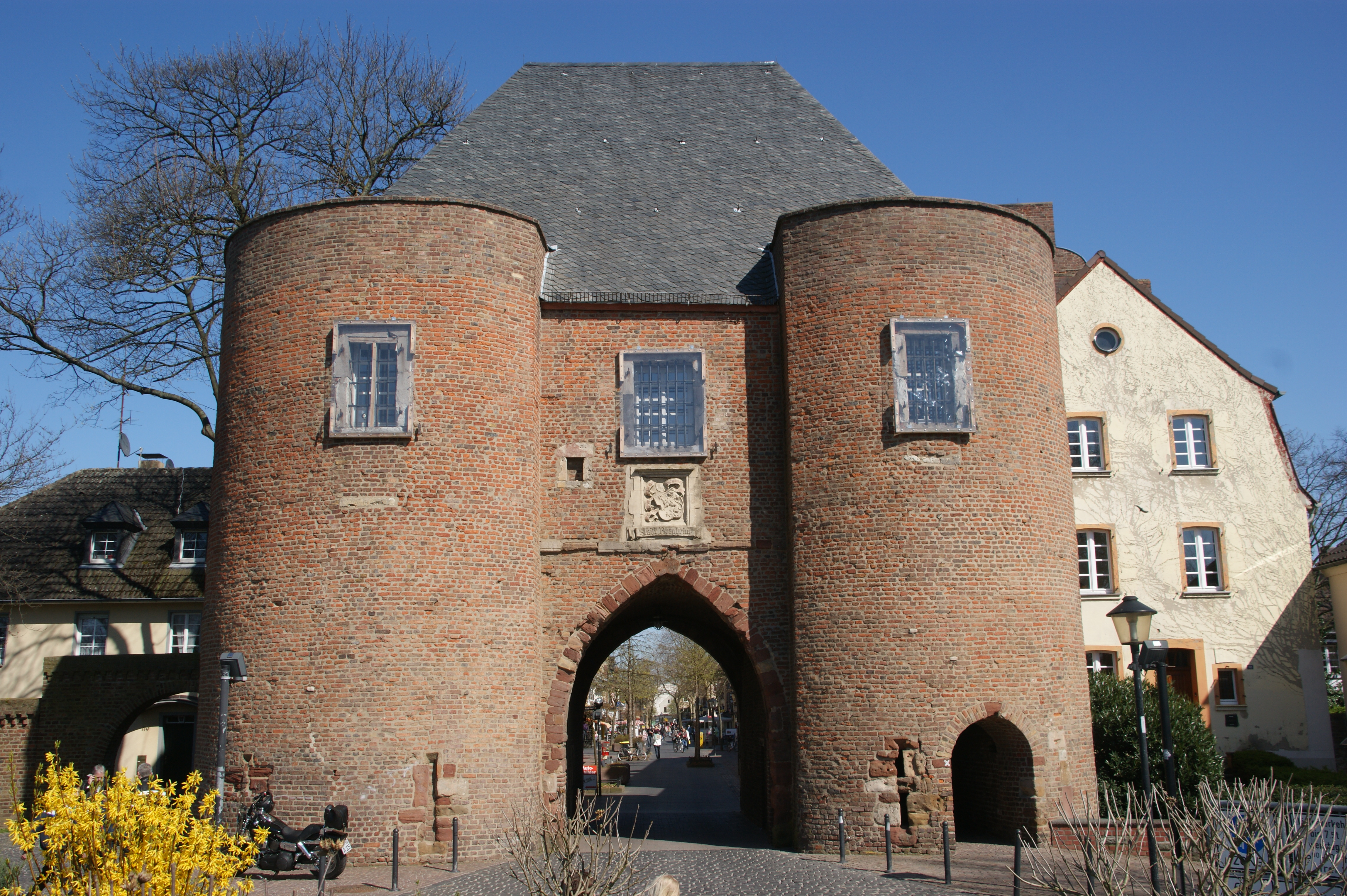
Bergheims Wahrzeichen: Das Aachener Tor

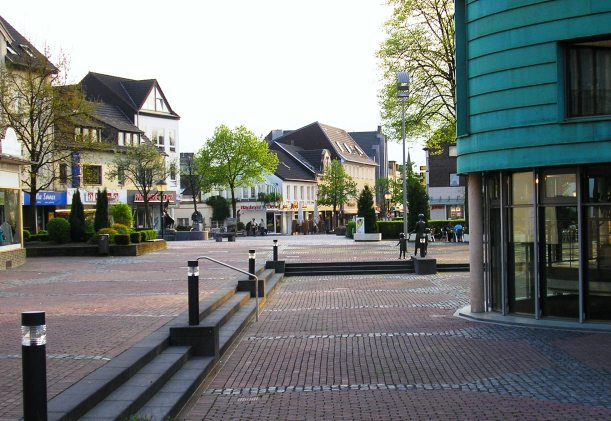
Die Bergheimer Innenstadt

Bergheim ist die Kreisstadt des Rhein-Erft-Kreises in Nordrhein-Westfalen. Sie entstand 1975 als Folge des Köln-Gesetzes aus dem Zusammenschluss der Stadt Bergheim mit den Gemeinden Niederaußem, Oberaußem-Fortuna, Hüchelhoven, Quadrath-Ichendorf und Paffendorf sowie Teilen der heutigen Städte Elsdorf und Bedburg.

## Geografie

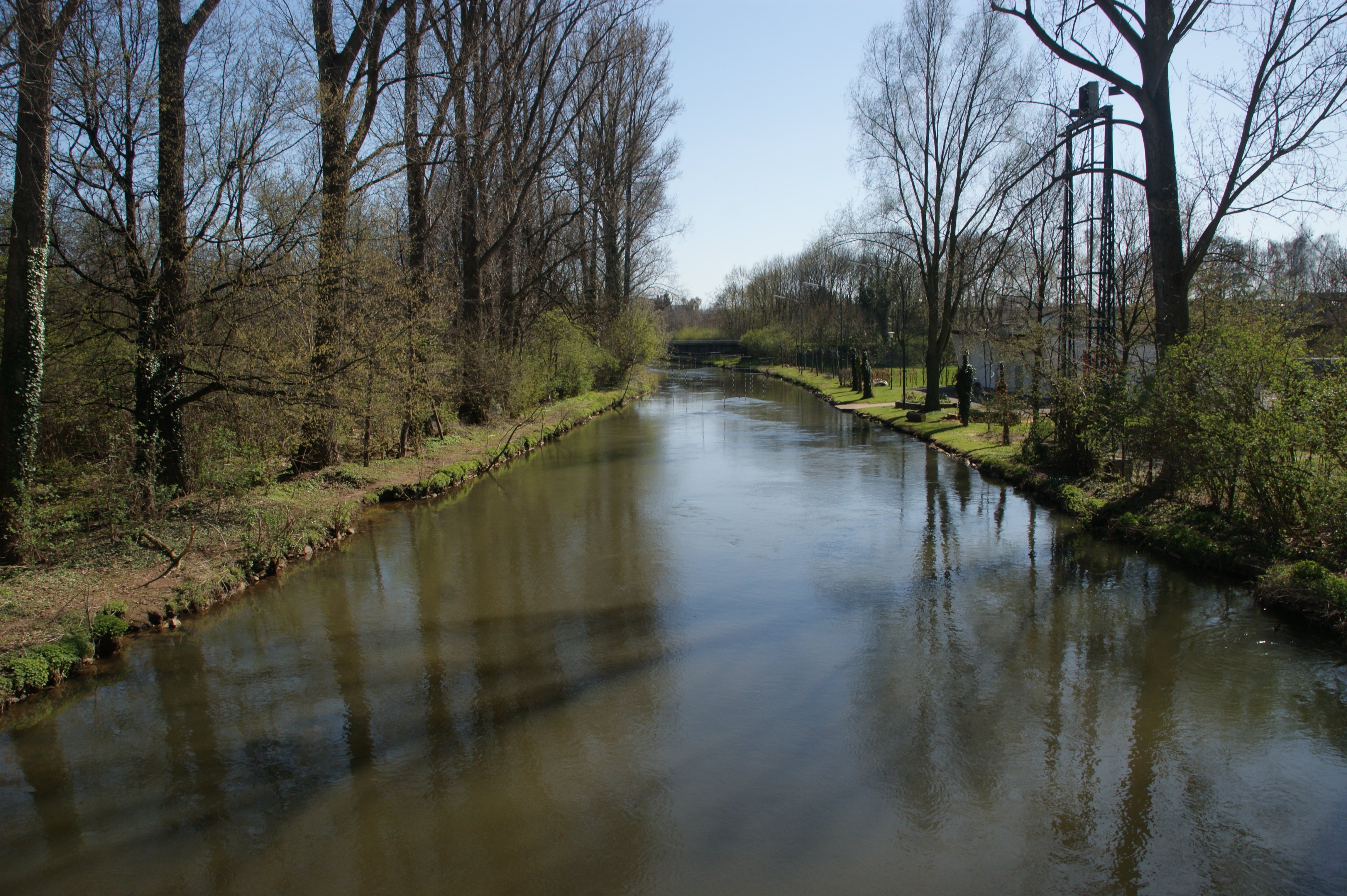
Die Erft

### Geografische Lage
Bergheim liegt circa 20 km Luftlinie westlich von Köln auf etwa 72 m ü. NHN. Die höchste Bergheimer Erhebung ist die mit Abraum des Braunkohleabbaus aufgeschüttete Glessener Höhe mit 205,8 m ü. NHN. Zwischen dem Stadtzentrum und den nördlichen Stadtteilen erstrecken sich die Ausläufer des Villerückens. Durch Bergheim fließt die Erft. Die Stadt liegt in der Zülpicher Börde, die ihrerseits zur Kölner Bucht gehört. Wirtschaftsgeographisch liegt Bergheim im Rheinischen Braunkohlerevier.

### Nachbarstädte
| Grevenbroich      | Rommerskirchen | Pulheim |
| Bedburg           | Windrose       | Frechen |
| Bedburg / Elsdorf | Elsdorf        | Kerpen  |

### Gewässer

#### Fließgewässer
Bergheim liegt an der Erft, die sich auf dem Stadtgebiet in mehrere Seitenarme teilt: Große Erft, Kleine Erft und Erftkanal. Diese Arme wurden angelegt, um das ursprünglich sumpfige Land zu entwässern. Die Erft ist ab Bergheim für Kanus befahrbar. Der Gillbach ist neben der Erft das bedeutendste Bergheimer Fließgewässer. Er entspringt im Stadtteil Auenheim und mündet bei Neuss in die Erft. Des Weiteren fließen der Wiebach, das Elsdorfer Fließ und der Glessener Bach durch Bergheim.

#### Seen
Zwischen Bergheim und Bedburg liegt das Peringsmaar. Es ist Teil der rekultivierten Gebiete des Braunkohlentagebaus Fortuna/Garsdorf.

### Stadtgliederung

#### Ausdehnung des Stadtgebiets
Das Stadtgebiet hat eine Ausdehnung von 96,33 Quadratkilometern.

#### Stadtteile und Einwohner
Bergheim besteht aus 15 Ortsteilen: Ahe, Auenheim, Bergheim-Mitte, Büsdorf (Ersterwähnung 893), Fliesteden (Ersterwähnung 1134), Glesch, Glessen, Kenten, Niederaußem (Ersterwähnung 969), Oberaußem (Ersterwähnung 969), Quadrath-Ichendorf (bevölkerungsreichster Stadtteil), Paffendorf (Ersterwähnung 882), Rheidt-Hüchelhoven, Thorr und Zieverich (Ersterwähnung 898).
| Ortsteil           | Einwohner |
| ------------------ | --------- |
| Ahe                | 3.964     |
| Auenheim           | 463       |
| Bergheim-Mitte     | 6.612     |
| Büsdorf            | 1.392     |
| Fliesteden         | 2.081     |
| Glesch             | 2.036     |
| Glessen            | 5.689     |
| Kenten             | 6.959     |
| Niederaußem        | 5.816     |
| Oberaußem          | 6.070     |
| Paffendorf         | 1.224     |
| Quadrath-Ichendorf | 14.802    |
| Rheidt-Hüchelhoven | 1.885     |
| Thorr              | 2.272     |
| Zieverich          | 4.897     |
| Bergheim gesamt    | 66.162    |

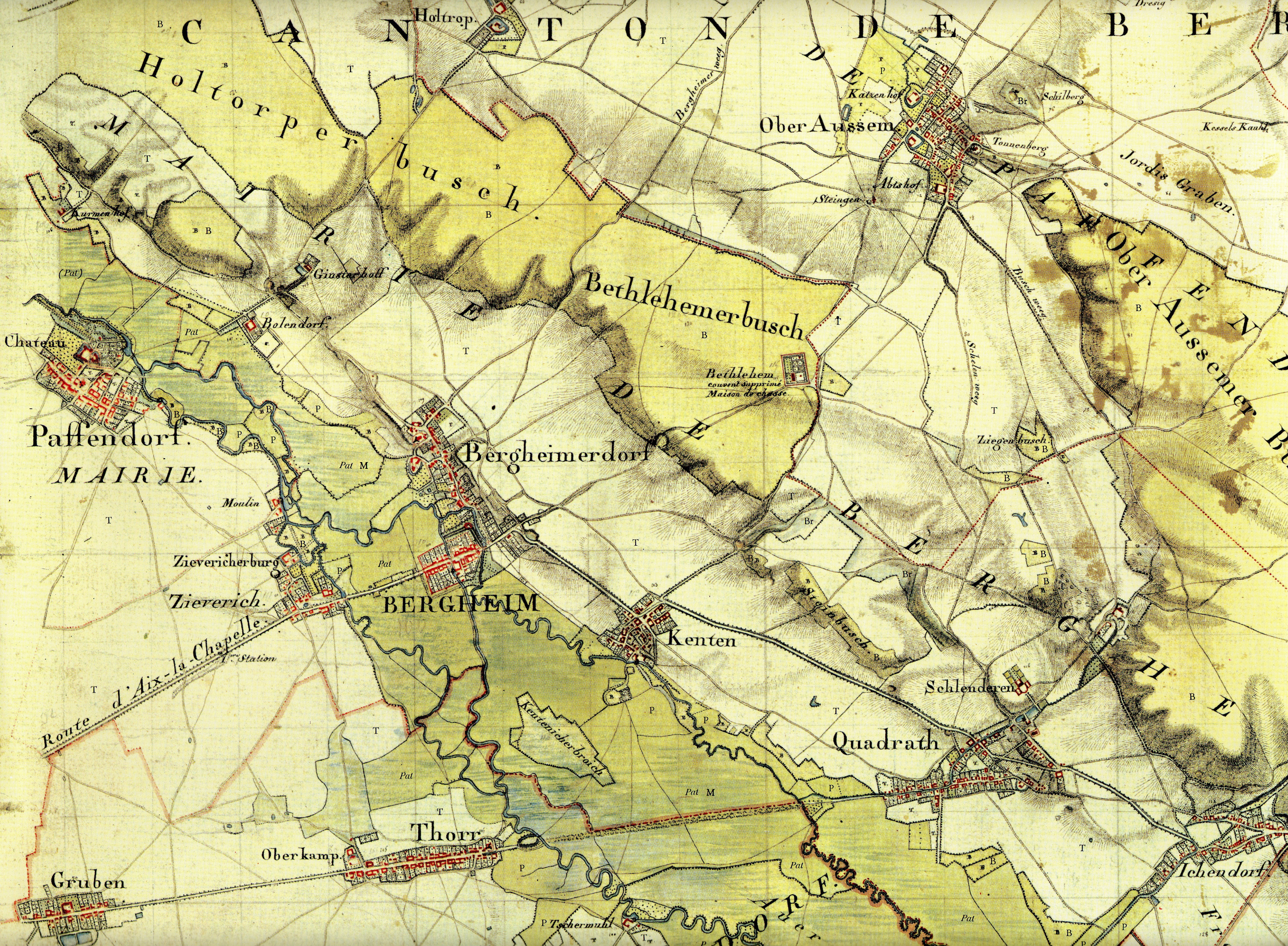
Bergheim auf der Tranchotkarte von 1807

Stand: 31. Dezember 2022 (Einwohner mit Hauptwohnsitz)

## Geschichte

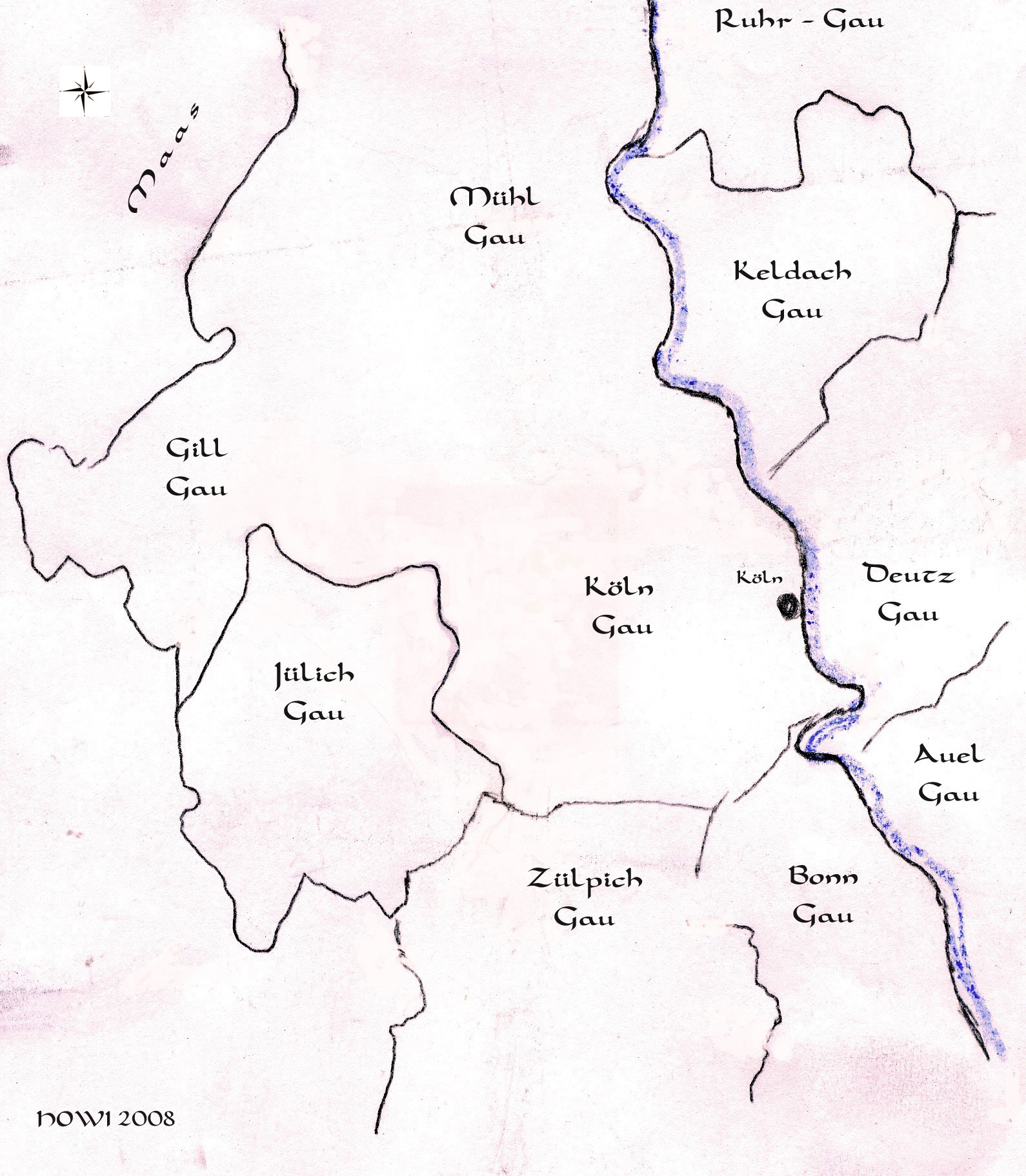
Die Karte zeigt die Gaue im Rheinland. Die Grenzen zwischen Gillgau und Kölngau (linker Kartenrand) sind unklar.

### Vor- und Frühgeschichte
Verschiedene Funde belegen frühe Siedlungen auf Bergheimer Gebiet bereits um 4000 vor Chr., vor allem in den nördlichen Stadtteilen. Bei Niederaußem gab es ein Grabhügelfeld, das dem Tagebau zum Opfer fiel. Um 50 vor Chr. siedelten die Römer im Gebiet um Bergheim. Die römische Fernstraße von Köln nach Boulogne-sur-Mer/Bonen (Gesoriacum), heute benannt als Via Belgica, verlief über das Gebiet des heutigen Bergheim. Nach den Römern übernahmen die Franken das Erftland. Bergheim lag damals im Grenzgebiet zwischen Gillgau, Kölngau und Jülichgau.

### Mittelalter

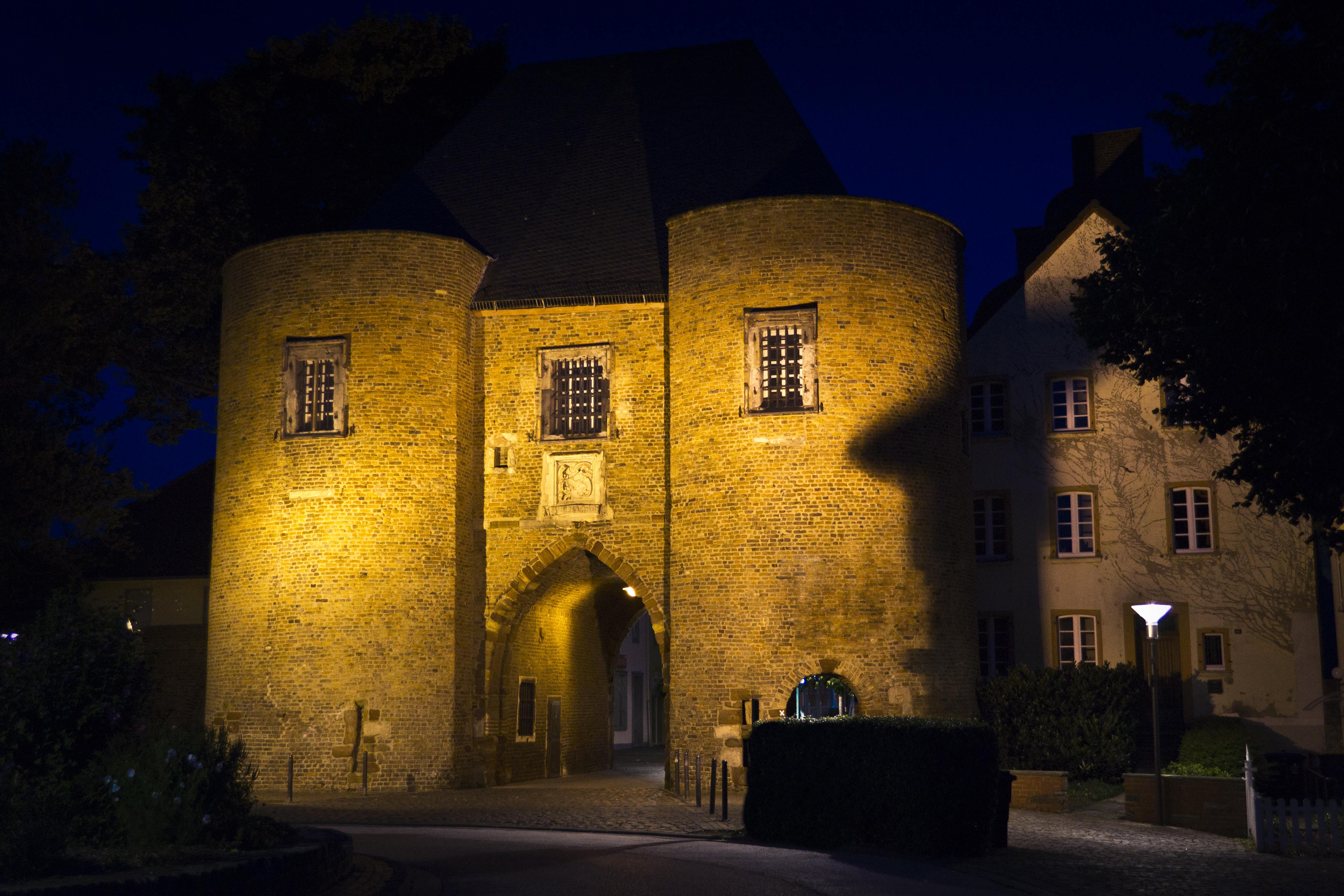
Das Aachener Tor bei Nacht

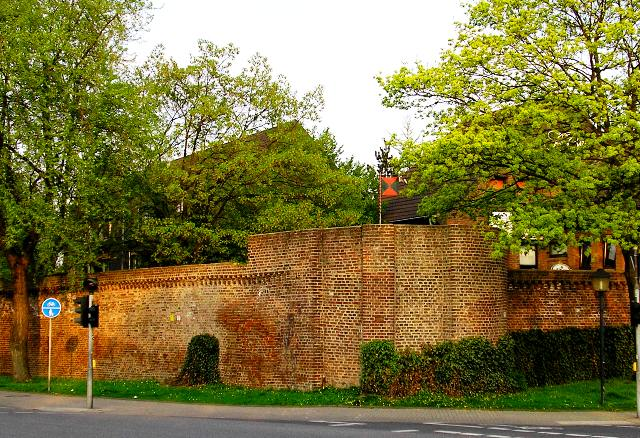
Die mittelalterliche Stadtbefestigung Bergheims

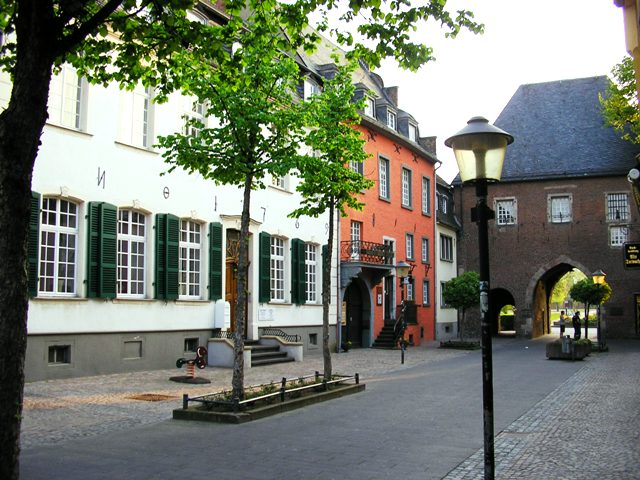
Die Bergheimer Altstadt

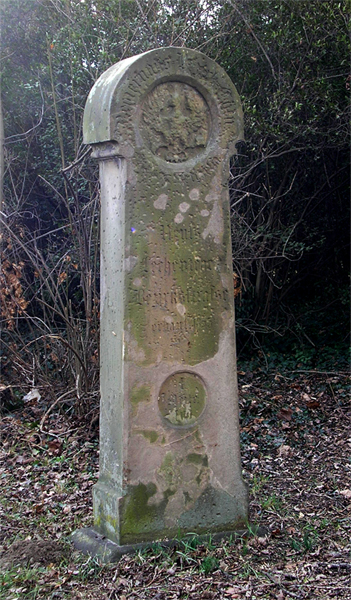
Preußischer Meilenstein am Ortseingang von Niederaußem

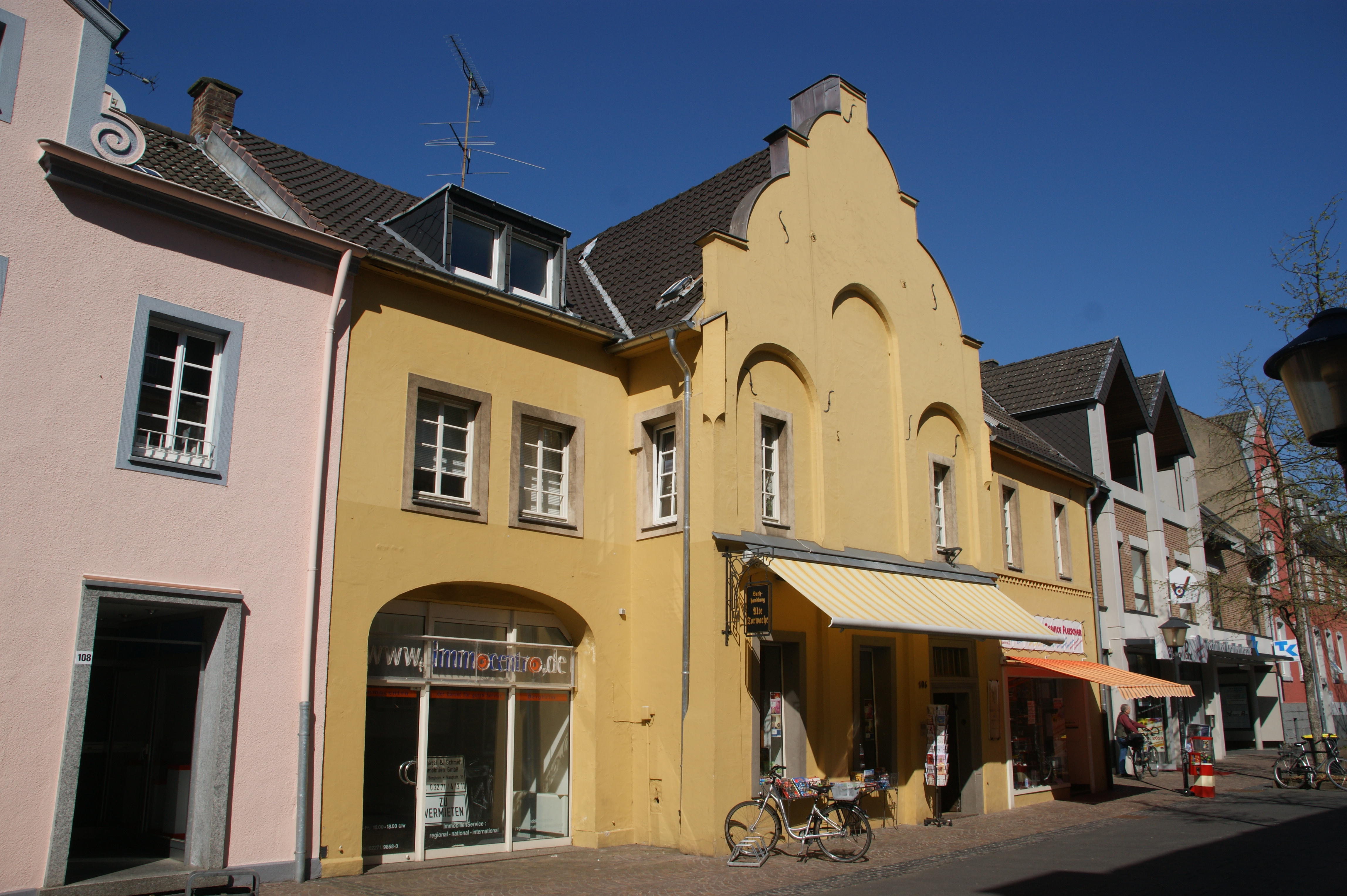
Ältestes Wohnhaus in Bergheim

Erwähnt wird Bergheim erstmals in einer Urkunde aus dem Jahr 1028 (einige Stadtteile auch wesentlich früher), in welcher Hezelin, der Bruder des Pfalzgrafen Ezzo, die ihm gehörende Grundherrschaft Bergheim, die ehemals Königsgut war, an die Reichsabtei Kornelimünster verschenkte. Die Abtei an der Inde verblieb bis zum Ende des Alten Reiches im Besitz der Grundherrschaft von Bergheimerdorf, zu der die meisten Orte der heutigen Stadt gehörten.
Die Vogtei über die Bergheimer Grundherrschaft übten seit dem 13. Jahrhundert die Grafen von Jülich aus. Sie bauten hier eine Burg. Aus der Burgsiedlung entwickelte sich Bergheim. Bergheim erhielt um 1300 Stadtrechte. Die Fernstraße Köln–Aachen wurde direkt durch die Innenstadt verlegt. Im Mittelalter war Bergheim Zoll- und Münzstätte der Herzöge von Jülich sowie Marktort.
Die Stadt Bergheim war im Mittelalter von zwei Stadttoren und einer Mauer gesichert. Von den Anlagen sind noch heute das Aachener Tor sowie Teile der Mauer mit Türmen erhalten.
Eine Quittung von Herzog Gerhard von Jülich-Berg für seinen Landrentmeister zu Jülich aus dem Jahr 1440 belegt, dass es in jenem Jahr in Bergheim zu einem Treffen des Herzogs mit dem Erzbischof von Köln, Dietrich II. von Moers, und dem Grafen Friedrich IV. von Moers kam. Auch Gerhards Sohn Herzog Wilhelm von Jülich-Berg besuchte Bergheim. Am 27. Juni 1492 stellte er hier eine Urkunde aus, in der er sich bei Graf Vincenz von Moers darüber beschwerte, dass einer von Wilhelms Dienern beim Zoll bekümmert worden sei. Mit Vincenz Nachfolger, dem Grafen Wilhelm II. von Wied-Runkel-Moers, wiederum verabredete Herzog Wilhelm von Jülich-Berg für den 17. August 1494 eine Tagfahrt zu Bergheim zur Erledigung von Mißhelligkeiten. Bergheim scheint zu jener Zeit ein bevorzugter Ort für Konsultationen der Herzöge von Jülich-Berg gewesen zu sein.
Nördlich neben der befestigten Stadt lag entlang eines der Erftgräben der Kirchort Bergheimerdorf, der eine eigene Grundherrschaft bildete. Das Besetzungsrecht der Kirche hatte der Abt von Kornelimünster.

### Neuzeit
Im Jahr 1521 besuchte der berühmte Maler Albrecht Dürer die Stadt und aß hier zu Mittag: „Am Montag frühe fuhren wir durch Gülch, ein Stadt, und kamen gen Perckan [Bergheim]; da aßen und trunken wir und verzehrten 3 Stüber. Von Dannen fuhren wir noch durch 3 Dörfer und kamen geng Cöhln.“ 1542 wurde die Stadt infolge der kriegerischen Wirren zwischen dem Landesherrn sowie Kaiser Karl V., der Bergheim selbst drei Mal besucht hat, weitgehend zerstört. Die alte Bedeutung konnte Bergheim seither bis zum 19. Jahrhundert nicht wieder erlangen. Nach dem Ende des alten Reiches und dem Übergang an Frankreich wurde Bergheim Hauptort des gleichnamigen Kantons im Département de la Roer, beispielsweise besuchte Napoleon Bonaparte am 7. November 1811 die Stadt, nach dem Einmarsch der Preußen 1816 Kreisstadt. Im Jahre 1815 verbrachte der Duke of Wellington, Sieger über Napoleon, eine Nacht in der Hauptstraße 40 (Bergheim). Bergheim blieb nach dem Krieg übergeordnetes Verwaltungszentrum. Ein neuer Aufschwung der Stadt begann mit der Industrialisierung in den 1890er Jahren. Besonders die Braunkohlengruben in der Nähe der Stadt sowie der Anschluss an das rheinische Eisenbahnnetz trugen in erheblichem Maße zur städtischen Entwicklung bei. Bereits 1935 arbeiteten mehr Menschen in den großen Industriebetrieben – wie Braunkohle- und Chemiewerken – als in der Landwirtschaft und in den sonstigen Gewerben
Im Zweiten Weltkrieg hatte Bergheim durch Bombardierungen der Alliierten und durch die Kampfhandlungen bei der Besetzung im März 1945 stark zu leiden. Insgesamt wurden 4,2 Prozent der Wohnhäuser total zerstört, 11,8 Prozent schwer und 37,6 Prozent leicht beschädigt. Nach dem Krieg nahm Bergheim über 5000 Flüchtlinge vor allem aus den Ostgebieten auf, die die konfessionelle sowie soziale Zusammensetzung der Bevölkerung in starkem Maße veränderten.
Durch Bildung des Amtes Bergheim aus dem Zusammenschluss der Ämter Bergheim und Paffendorf sowie der Gemeinde Hüchelhoven im Jahr 1937 war die verwaltungsmäßige Voraussetzung für das in den Nachkriegsjahrzehnten starke Bevölkerungs- und Wirtschaftswachstum geschaffen worden. Von 1945 bis 2005 stieg die Einwohnerzahl um mehr als das Dreifache. 1958 kam die Gemeinde Wiedenfeld zu Bergheim, die wegen des Braunkohlentagebaus Fortuna/Garsdorf umgesiedelt werden musste. In den 1980er Jahren verschwand ein weiterer Ort von der Bergheimer Landkarte. Die zu Oberaußem gehörende Bergarbeitersiedlung Fortuna wurde aufgelöst, ein Teil der Bewohner wurde auf Werkswohnungen im ganzen Rhein-Erft-Kreis verteilt, ein anderer Teil erhielt Zuschüsse für den Bau neuer Eigenheime an anderen Orten.
1968 wurde in Ahe und Zieverich eine neue Form des Wohnungsbaus begonnen: die Wohnparks. Der zuständige Bauunternehmer Herbert Hillebrandt beabsichtigte damit Wohnungen zu schaffen, die sowohl verkehrsgünstig gelegen sind, als auch einen hohen Wohnkomfort und Gemeinschaftsaktivitäten gewähren. Dieses Vorhaben erweckte so viel Interesse, dass auch der damalige Bundeswohnungsbauminister Hans-Jochen Vogel die Stadt besuchte.
Seit der kommunalen Neugliederung 1975 besteht Bergheim aus 15 Stadtteilen, ist Sitz des Rhein-Erft-Kreises und zahlreicher Verwaltungen. Es ist neben Kerpen die bevölkerungsreichste Kommune im Rhein-Erft-Kreis.

### Eingemeindungen

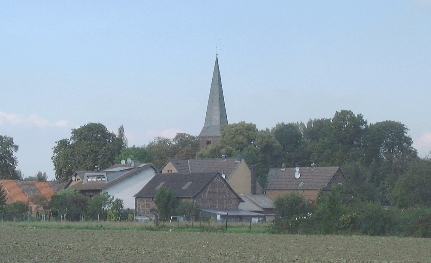
1975 wurde auch der ehemals zu Bedburg gehörende Ort Auenheim Bergheimer Stadtteil

Im Jahr 1938 wurden die Gemeinden Kenten und Zieverich eingemeindet. Am 1. April 1958 kam Wiedenfeld hinzu. Am 1. Januar 1975 wurden die Gemeinden Glesch, Niederaußem, Oberaußem-Fortuna, Quadrath-Ichendorf, Paffendorf und Rheidt-Hüchelhoven sowie ein Teil der Stadt Bedburg (Auenheim), Teile der Gemeinde Elsdorf (Ahe und Thorr) sowie der Gemeinde Hüchelhoven (Büsdorf, Fliesteden und Glessen) eingegliedert.

### Einwohnerentwicklung
Im Mittelalter und der frühen Neuzeit war Bergheim nur eine kleine Stadt mit wenigen hundert Einwohnern. Die Bevölkerungszahl wuchs nur langsam und ging durch die zahlreichen Kriege, Seuchen und Hungersnöte immer wieder zurück. Durch die Industrialisierung im 20. Jahrhundert beschleunigte sich das Bevölkerungswachstum. Lebten 1900 erst 1400 Menschen in der Stadt, so waren es 1950 bereits 6900. Auch danach stieg die Bevölkerungszahl weiter. 1970 hatte Bergheim 10.225 Einwohner.
Die Eingemeindung zahlreicher Orte brachte am 1. Januar 1975 einen Zuwachs von 36.325 Personen auf 49.457 Einwohner. 2002 erreichte die Bevölkerungszahl mit 63.728 ihren bisherigen Höchststand. Am 30. Juni 2005 betrug die „Amtliche Einwohnerzahl“ für Bergheim nach Fortschreibung des Landesamtes für Datenverarbeitung und Statistik Nordrhein-Westfalen 63.639 (nur Hauptwohnsitze nach Abgleich mit den anderen Landesämtern).
Die folgende Übersicht zeigt die Einwohnerzahlen nach dem jeweiligen Gebietsstand. Dabei handelt es sich um Volkszählungsergebnisse (*) oder amtliche Fortschreibungen des Statistischen Landesamtes. Die Angaben beziehen sich ab 1871 auf die „ortsanwesende Bevölkerung“, ab 1925 auf die Wohnbevölkerung und seit 1987 auf die „Bevölkerung am Ort der Hauptwohnung“.
| Jahr                 | Einwohner |
| -------------------- | --------- |
| 1. Dezember 1871 *   | 1100      |
| 1. Dezember 1885 *   | 1255      |
| 1. Dezember 1900 *   | 1400      |
| 1. Dezember 1905 *   | 1500      |
| 1. Dezember 1910 *   | 1803      |
| 16. Juni 1925 *      | 2500      |
| 13. September 1950 * | 6900      |
| 6. Juni 1961 *       | 8631      |
| 27. Mai 1970 *       | 10.225    |

| Jahr              | Einwohner |
| ----------------- | --------- |
| 30. Juni 1974     | 12.754    |
| 31. Dezember 1975 | 50.272    |
| 31. Dezember 1980 | 54.064    |
| 31. Dezember 1985 | 54.061    |
| 25. Mai 1987 *    | 54.545    |
| 31. Dezember 1990 | 58.146    |
| 31. Dezember 1995 | 60.610    |
| 31. Dezember 2000 | 63.526    |
| 30. Juni 2005     | 63.639    |

| Jahr              | Einwohner |
| ----------------- | --------- |
| 31. Dezember 2011 | 62.129    |
| 31. Dezember 2012 | 59.297    |
| 31. Dezember 2013 | 59.272    |
| 31. Dezember 2014 | 59.656    |
| 31. Dezember 2015 | 60.390    |
| 31. Dezember 2016 | 60.288    |
| 31. Dezember 2017 | 61.099    |
| 31. Dezember 2019 | 61.601    |
| 2024              | 61.611    |
| 31. Dezember 2022 | 66.162    |

## Politik

### Stadtrat
Der Stadtrat ist die kommunale Volksvertretung der Stadt Bergheim. Über die Zusammensetzung entscheiden die Bürger alle fünf Jahre, zuletzt am 13. September 2020. Das rechts dargestellte Ergebnis dieser Wahl führte zu folgender Sitzverteilung im Rat:
- Linke: 1
- MDW: 1
- Grüne: 6
- SPD: 9
- FDP: 3
- Liebe: 1
- CDU: 22
- AfD: 3

### Bürgermeister
- Hubert Rheinfeld (SPD) 1975–1980
- Bernd Poulheim (SPD) 1980–1985
- Wilhelm Schmitt (SPD) 1985–1996
- Jürgen Peters (SPD) 1996–2004
- Maria Pfordt (CDU) 2004–2017
- Volker Mießeler (CDU) seit 2017

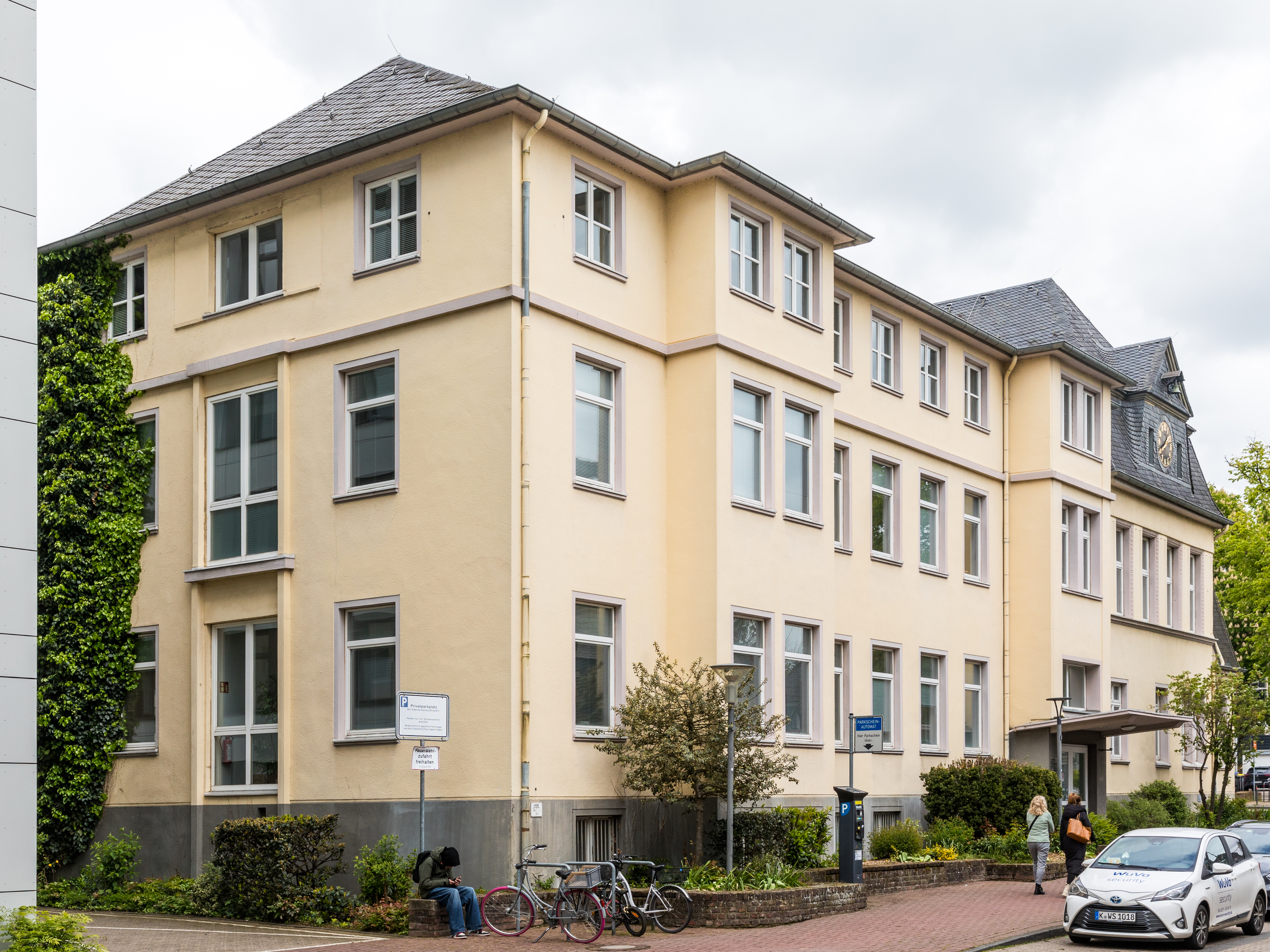
Altes Rathaus in Bergheim

In jedem Stadtteil gibt es einen Ortsbürgermeister, der die Belange der Bürger gegenüber dem Stadtrat, der Stadtverwaltung und anderen Behörden vertritt. Das Vorschlagsrecht für das Amt des Ortsbürgermeisters hat die Partei, die im Ort bei der jüngsten Kommunalwahl die meisten Stimmen bekommen hat. Der Ortsbürgermeister wird vom Stadtrat gewählt. Ortsbürgermeister von Bergheim ist seit November 2020 Christian Karaschinski.

### Wappen, Banner und Flagge

Wappen
Banner
Hissflagge

#### Wappen
Blasonierung: „In Blau eine silberne (weiße) ringförmige Stadtbefestigung, begrenzt von je einem dreizinnigen Turm mit zwei schwarzen Fensteröffnungen, unten und oben je eine dreizinnig überbrückte Toröffnung mit schwarzem Fallgatter, jeweils mit zinnenbesetzter Mauer mit den Seitentürmen verbunden, die untere Stadtmauer vorn und hinten je zwei Fensteröffnungen; in der Mitte belegt mit einem kleinen goldenen (gelben) Schild, darin ein schwarzer, steigender rotbewehrter und -bezungter Löwe.“
Die Stadt Bergheim führt ein Wappen, ein Siegel und eine Flagge (Banner und Hissflagge). Die Abdrucke und die Beschreibungen sind als Anlage 2–5 der Hauptsatzung beigefügt.
Das Stadtwappen hat seinen Ursprung in einem Schöffensiegel aus dem 14. Jahrhundert. Es zeigt die Stadtmauer mit Türmen und Toren der alten Stadt, die seit 1317 Stadtrechte besitzt. Der schwarze Löwe steht für die frühere Zugehörigkeit zum Herzogtum Jülich.

#### Flagge
Als Banner: „Die Stadt Bergheim führt ein Banner mit den Farben „Gelb-Schwarz“ mit dem Stadtwappen im Mittelfeld.“
Als Hissflagge: „Die Stadt Bergheim führt eine Stadtflagge mit den Farben „Gelb-Schwarz“ mit dem Stadtwappen im Mittelfeld.“

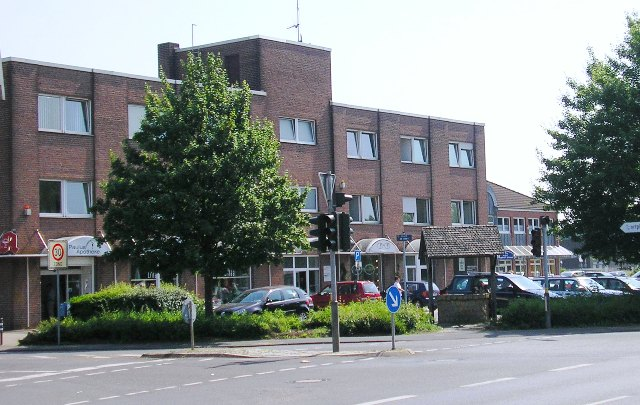
Der Place de Briey in Niederaußem erinnert an die Partnerstadt Briey

### Städtepartnerschaften
Bergheim unterhält Städtepartnerschaften mit Chauny in Frankreich und Andenne in Belgien. Regelmäßig besuchen Bergheimer Schüler die beiden Partnerstädte und umgekehrt. Zu einer Tradition hat sich die Austragung des ABC-Sportfestes entwickelt, das im jährlichen Wechsel in einer der drei Partnerstädte stattfindet. (ABC steht hier für Andenne-Bergheim-Chauny.)
Der Stadtteil Niederaußem unterhält seit 1958 partnerschaftliche Beziehungen zu Briey in Lothringen (Frankreich).

### Flugzeugpatenschaft
Am 16. September 2008 wurde ein Airbus 321-200 der Lufthansa auf den Namen „Bergheim“ getauft. Die Kreisstadt Bergheim ist die 54. Stadt aus Nordrhein-Westfalen, die eine Flugzeugpatenschaft übernommen hat. Taufpatin war die Bürgermeisterin Maria Pfordt. Außerdem hat sie dies bereits 2006 mit der neugekauften ASK 21 des Luftsportclub Erftland und dem Namen „Stadt Bergheim“ getan.

## Kultur und Sehenswürdigkeiten

### Museen

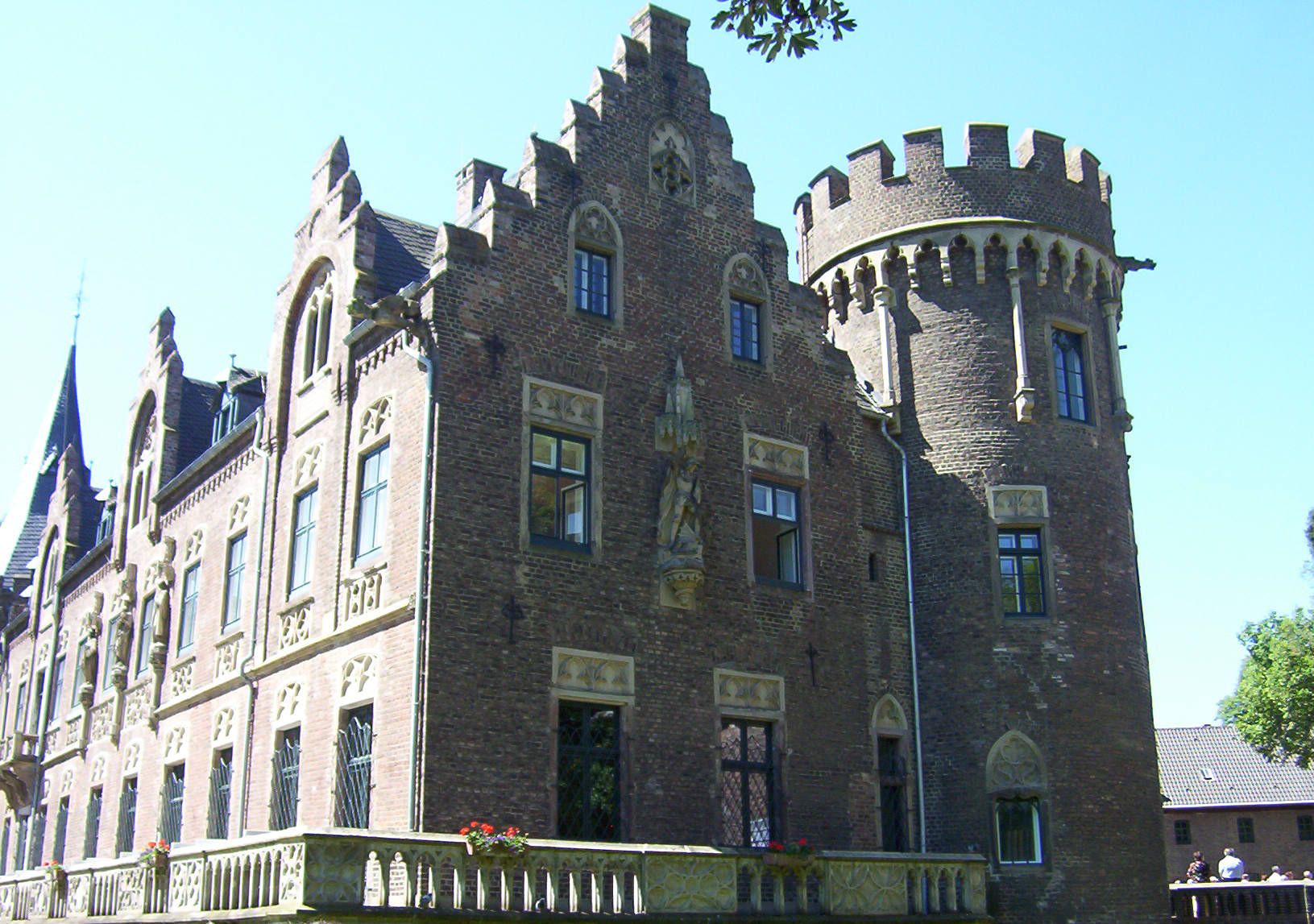
Schloss Paffendorf

- Pfeifenmuseum im Ortsteil Niederaußem[17]
- Mauseum (2.500 Mäuseobjekte) im Ortsteil Glessen[18]
- Pianomuseum Haus Eller (Verlag Dohr), im Ortsteil Ahe
- Schloss Paffendorf mit Informationszentrum Braunkohle, Lehrpfad zur Braunkohlevegetation im zur Straße der Gartenkunst zwischen Rhein und Maas gehörigen Schlosspark und der Straße der Energie
- Privates Bergbaumuseum im Ortsteil Niederaußem[19]
- Historisches Museum der Stadt Bergheim an der Innenstadt-Fußgängerzone, nahe dem Krankenhaus (Eröffnung am 31. März 2012, im Jahr der 700-Jahr-Feier)[20]
- Von 1999 bis 2011 gab es das Automobile und technische Museum Berendes.

### Bauwerke

#### Liste der Baudenkmäler
Die Liste der Baudenkmäler in Bergheim enthält die denkmalgeschützten Baudenkmäler auf dem Gebiet der Stadt Bergheim in Nordrhein-Westfalen (Stand: April 2010). Grundlage für die Aufnahme ist das Denkmalschutzgesetz von Nordrhein-Westfalen (DSchG NRW).

#### Schlösser und Burgen

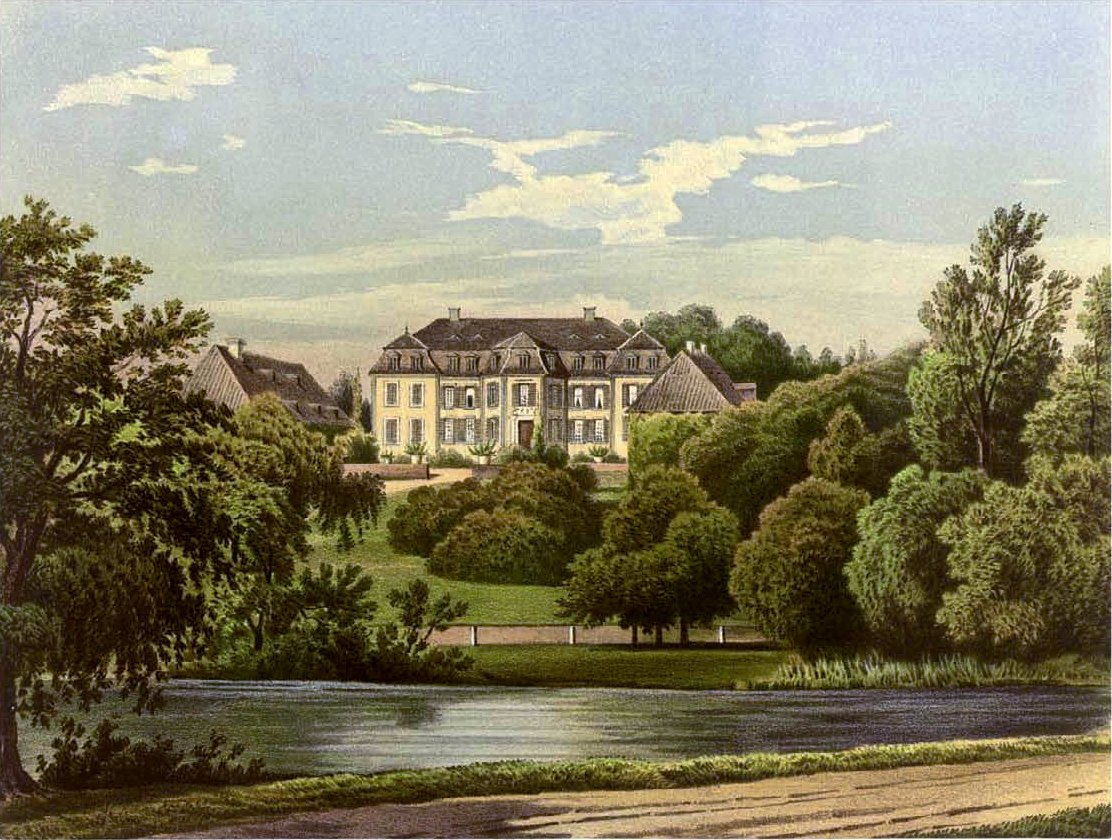
Schloss Schlenderhan um 1860, Sammlung Alexander Duncker
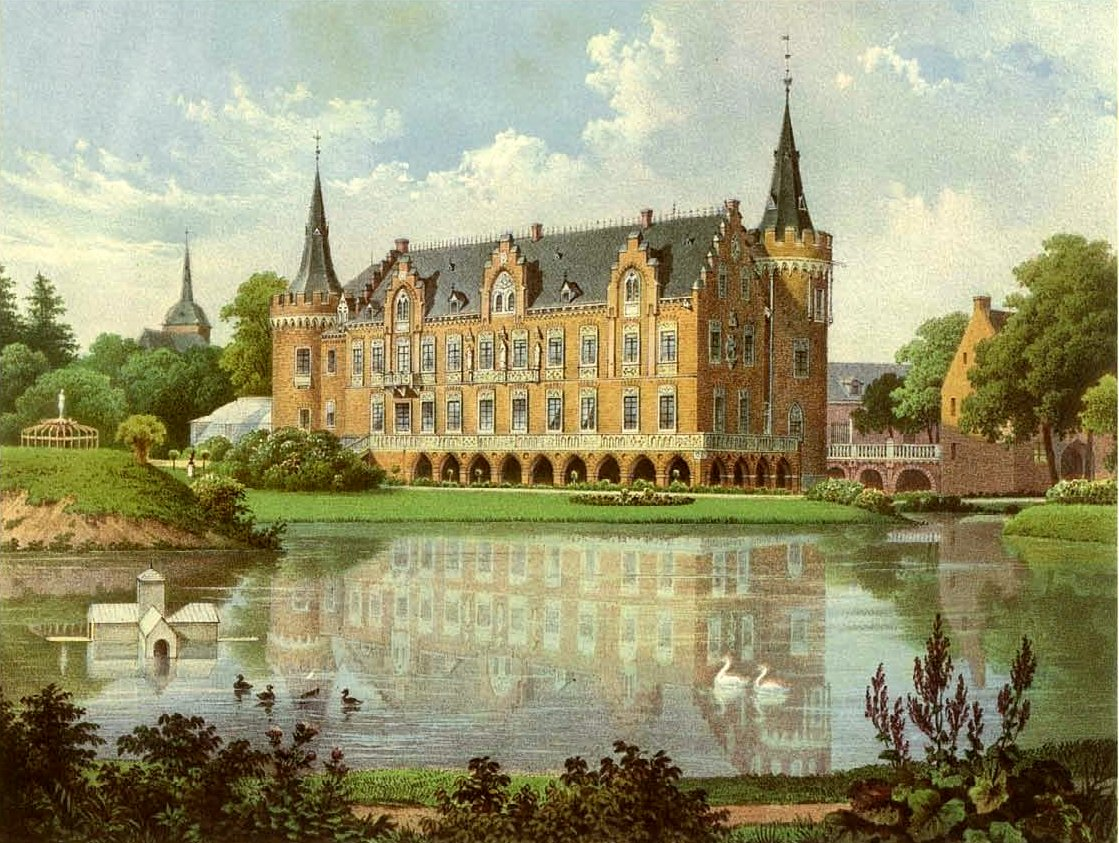
Schloss Paffendorf um 1860, Sammlung Alexander Duncker
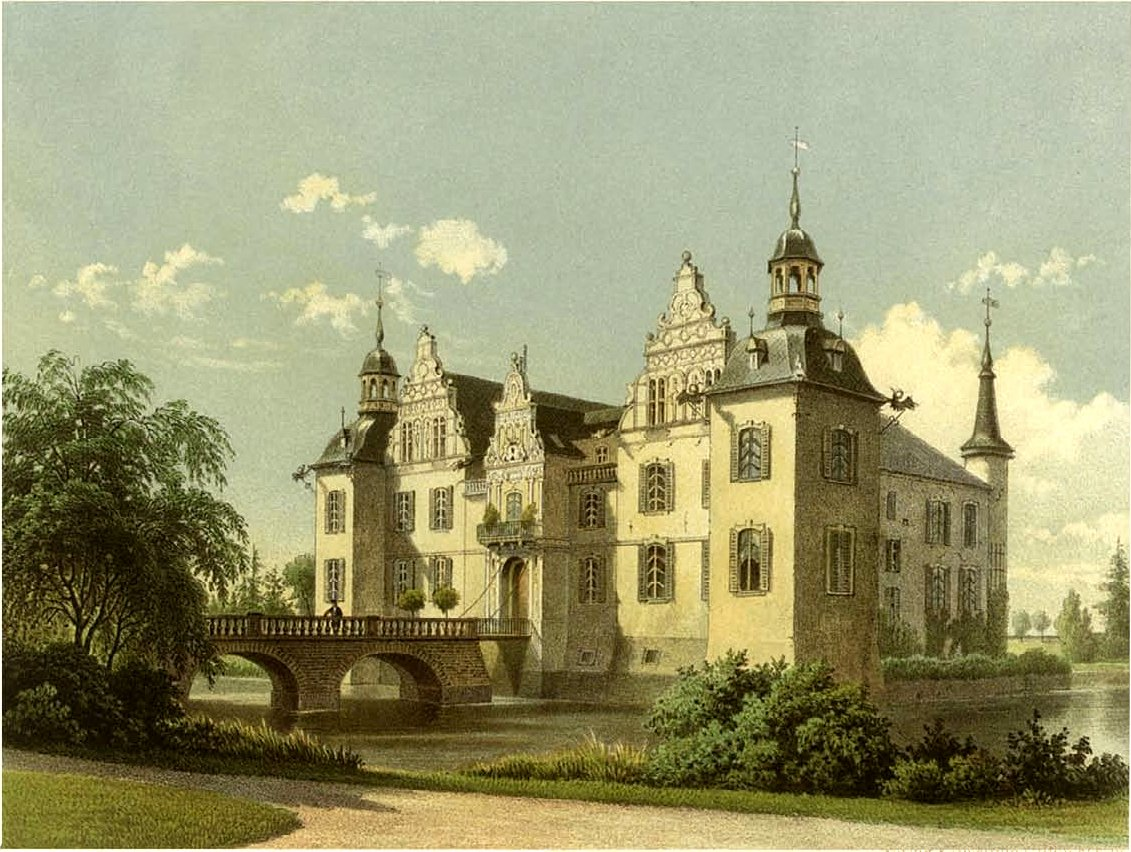
Schloss Frens um 1860, Sammlung Alexander Duncker

- Oberburg / Unterburg (Fliesteden)
- Burg Geretzhoven bei Hüchelhoven
- Schloss Paffendorf (Paffendorf)
- Schloss Schlenderhan (Quadrath-Ichendorf)
- Schloss Frens (Quadrath-Ichendorf)
- Ruine Haus Laach (Thorr)
- Haus Thorr (Thorr)
- Burg Holtrop (Niederaußem)
- Burg Zieverich

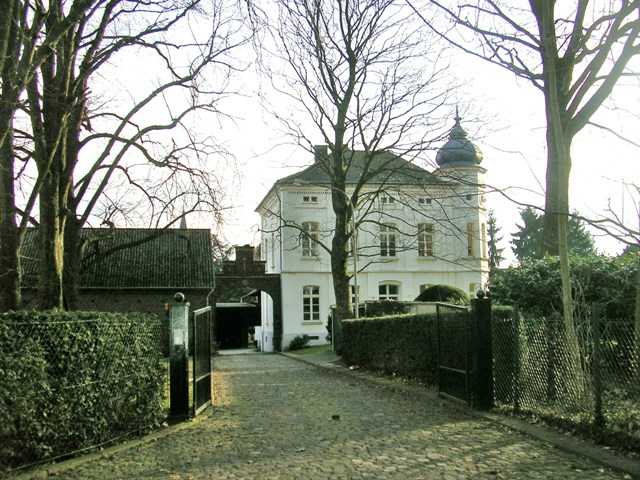
Gut Meulshof in Niederaußem
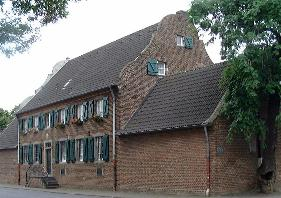
Ordenshof, Auenheim

#### Höfe und Anwesen
- Gut Meulshof (Niederaußem)
- Gut Groß-Mönchshof (Rheidt)
- Gut Klein-Mönchhof (Niederaußem)
- Haus Wiedenau, (Ahe)
- Millianshof (Rheidt)
- Gut Asperschlag (Niederaußem)
- Ordenshof in Auenheim
- Windmühle Büsdorf
- Gut Neuhof (Glessen)
- Broichshof (Glessen)
- Gestüte Schlenderhan und Pliesmühle (Quadrath-Ichendorf)

#### Sakralbauten

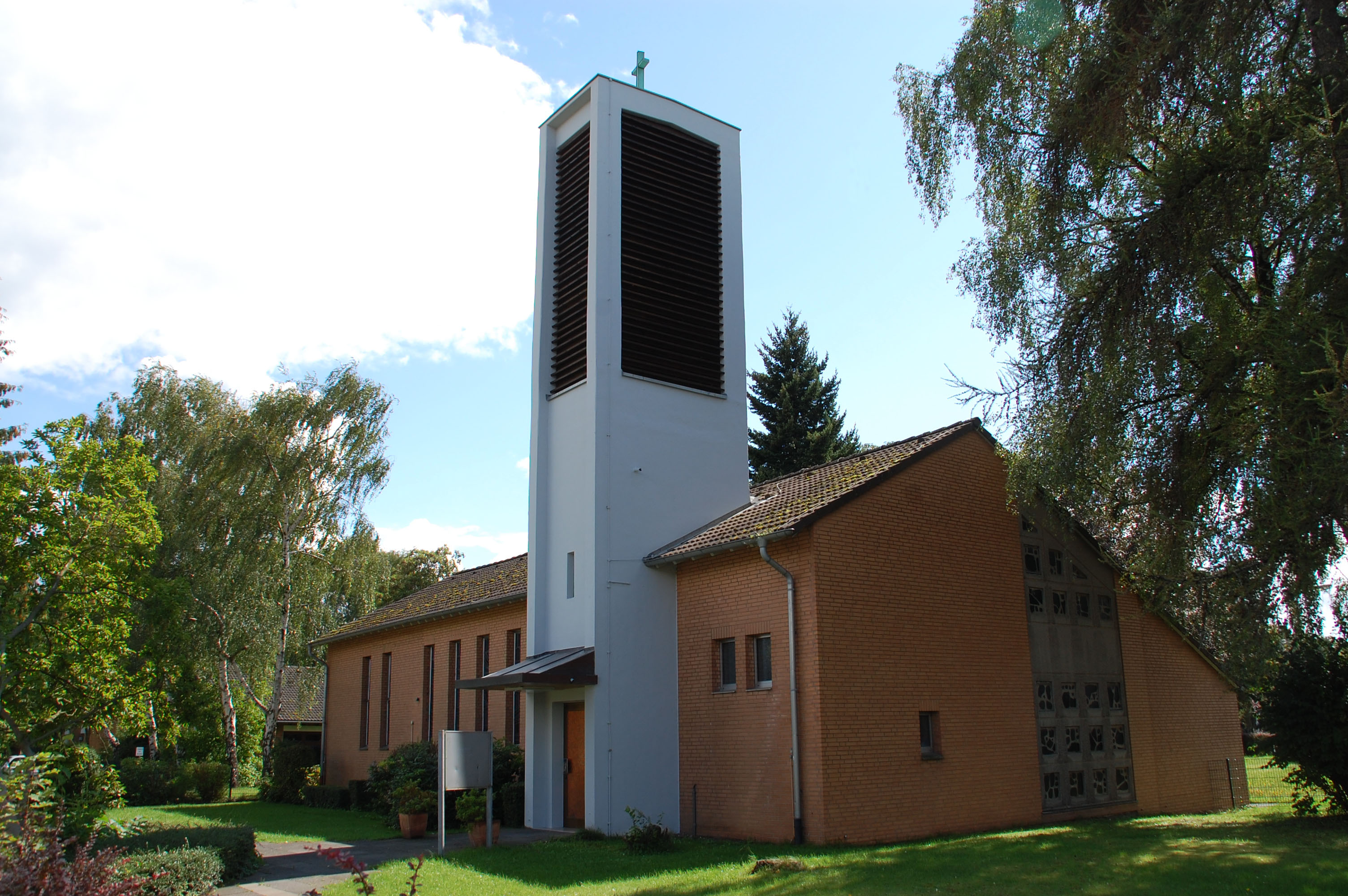
Erlöserkirche in Niederaußem
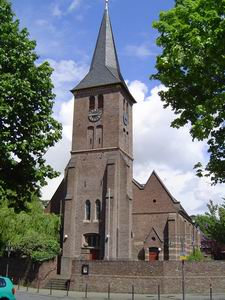
St. Johann Baptist in Niederaußem
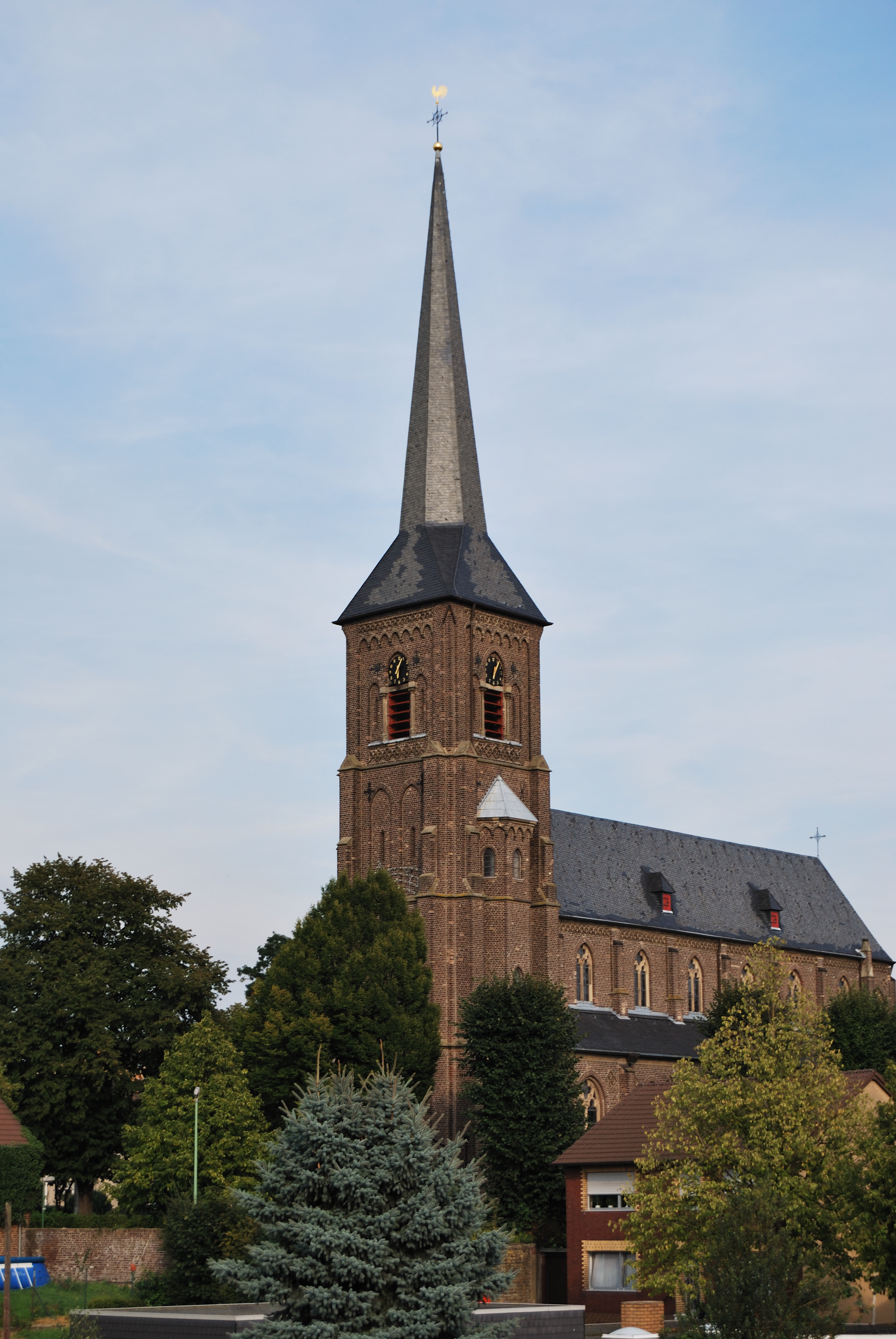
St.-Vinzentius-Kirche in Oberaußem
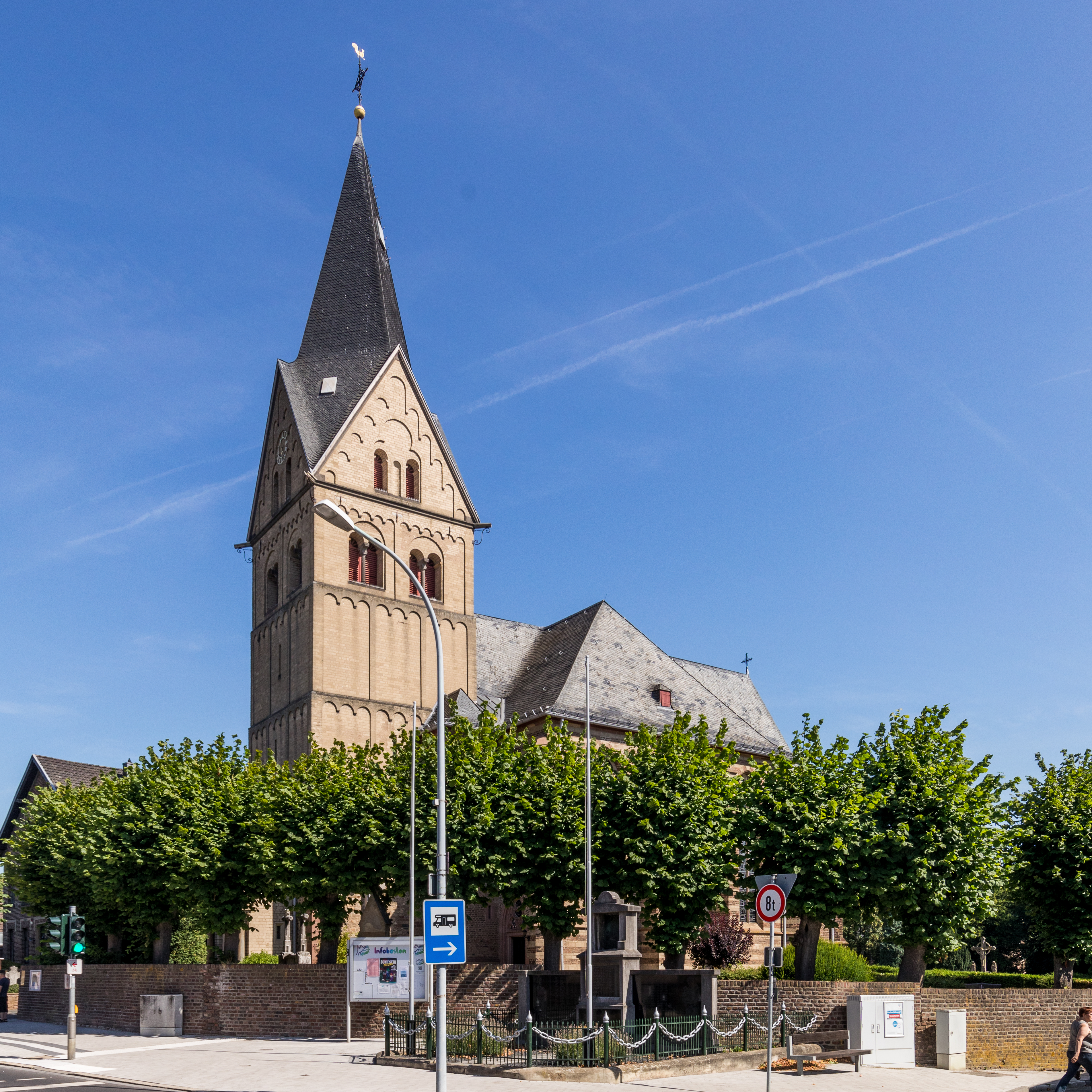
St. Pankratius in Paffendorf

- Christus-Kirche Bergheim-Zieverich
- Pfarrkirche St. Remigius (Bergheim) (Bergheim Mitte)
- St. Hubertus Bergheim-Kenten
- Stadtkapelle St. Georg (Bergheim Mitte)
- St. Medardus (Bergheim-Auenheim)
- St. Pankratius (Bergheim-Glessen)
- St. Laurentius (Bergheim-Büsdorf) mit romanischem Kruzifixus
- St. Cosmas und Damian (Bergheim-Glesch)
- Erlöserkirche (Niederaußem)
- St. Johann Baptist (Niederaußem)
- St. Paulus (Niederaußem)
- St. Vinzentius (Oberaußem)
- St. Michael (Hüchelhoven)
- St. Laurentius (Quadrath) (Quadrath-Ichendorf)
- Hl. Kreuz (Ichendorf)
- St. Pankratius (Paffendorf)
- St. Simon und Judas Thaddäus (Thorr)
- Petrikirche (Quadrath-Ichendorf)
- St. Michael (Ahe)

#### Übrige Denkmäler und Sehenswürdigkeiten
- Aachener Tor
- Alte Torwache
- Historisches Rathaus
- Kölner Tor
- Kraftwerk Niederaußem
- Römerturm (Thorr)
- Neues Stadttor
- Stadtmauer
- Windmühle (Büsdorf)
- Villa Pechstein
- Brauhaus In der Cronen
- Georgskapelle
- Historienbrunnen
- Hauptstraße 45
- Beisselstraße 5
- Kalvarienberg
- Baum der Rekultivierung
- Bahnstraße 12
- Gletscherfindlinge
- Sphärisches Dreieck
- Jahrhundertwendehaus
- Gasthaus Zur Post
- Haus Roleff
- Domackerstraße 71
- Hengstskulptur Oleander
- Glasmacherbrunnen
- Mahnmal in Quadrath-Ichendorf
- Barbarakapelle
- Pfarrkirche St. Hubertus
- Kentener Mühle
- Römerbrauerei
- Villa Klara
- Altes Pfarrhaus
- Schlosserhaus
- Römerstraße 12
- Zievericher Straße 2
- Hauptstraße 26
- Hauptstraße 39
- Hauptstraße 40
- Hauptstraße 47
- Hauptstraße 69
- Hauptstraße 71
- Hauptstraße 97
- Hauptstraße 98
- Lombardring 78
- Heiliger Nepomuk
- Kriegerdenkmal
- Hauptstraße 110 und 108
- Hauptstraße 106
- Hauptstraße 99
- Lombardring 78 Elternhaus von Weimaraner Paul von Quadrath
- Over-Haus
- Bartholomäus-Ehlen-Haus
- Die Arche
- Spiel- und Erlebnisbrunnen
- Statue des Heiligen Nepomuk
- Schützenstraße 5
- Wasserwirbelbrunnen
- Skulptur Mutter mit Sohn und Tochter
- Kirchstraße 18
- Villa Saphir
- Graf-Otto-Straße 38
- Domackerstraße 54
- Köln-Aachener-Straße 81
- Bahnhof Quadrath-Ichendorf
- Historische Brikettpresse
- Heilig-Kreuz-Kirche
- Havaria-Gelände
- Pliesmühle
- Marienburg
- Josefshaus
- Wegekreuz Kenten
- Römerstraße 8
- Valderhof

### Jüdische Friedhöfe
- Alter Friedhof am Knüchelsdamm: 18. Jahrhundert (1804 erweitert) bis 1862. 1818 von der jüdischen Gemeinde erworben, kam der alte Bergheimer Friedhof in zwei Schritten 1938 und 1942 in Besitz der Stadt Bergheim. Vor dem Zweiten Weltkrieg sollen sich auf der Begräbnisstätte noch 15 Grabsteine befundenen haben, drei davon sind auf den neuen Friedhof an der Bethlehemer Straße gebracht worden, der Verbleib der übrigen Steine ist ungeklärt. Bei Bauarbeiten am Knüchelsdamm wurden 1980 sieben Grabstätten gefunden. Ungefähr 80 Grabstätten sollen sich noch auf dem alten Friedhof befinden.
- Neuer Friedhof Bethlehemer Straße: 1862–1933, 52 Grabsteine
- Friedhöfe in Glesch, Glessen, Paffendorf sind unter den jeweiligen Ortsteilen beschrieben.[21]

### Regelmäßige Veranstaltungen
Mit dem Kultur- und Medienzentrum Medio.Rhein.Erft besitzt Bergheim ein modernes Veranstaltungszentrum.
In Bergheim und seinen Stadtteilen hat sich ein reges Brauchtum, vor allem durch Karnevals- und Schützenvereine repräsentiert, erhalten.

## Wirtschaft und Infrastruktur

### Geschichte der Braunkohleindustrie
Die Stadt Bergheim blickt auf eine langjährige Tradition im Braunkohlenbergbau zurück.
Vor allem in den heutigen Stadtteilen Niederaußem und Oberaußem spielte der Bergbau eine wichtige Rolle. Das Kraftwerk Niederaußem sowie der Kohleveredlungsbetrieb Fortuna-Nord zeugen davon.

#### Entstehung
Die Braunkohle entstand innerhalb des Tertiärs in einem Zeitraum von vor 25 bis vor etwa 5 Millionen Jahren. In dieser Zeit der Erdgeschichte befand sich am Nordrand des Rheinischen Schiefergebirges ein Sedimentationsraum, der sich in den letzten 30 Millionen Jahren fast kontinuierlich absenkte. Daher ist die Geologie der Niederrheinischen Bucht heute gekennzeichnet durch Ablagerungen der Nordsee als auch Sand und Kies aus Flüssen, welche diese Senke durchflossen. In weiten Zeitabschnitten konnte sich eine subtropische Wald- und Moorvegetation ausbreiten, auch begünstigt durch umfangreiche Grundwasservorkommen. Organisches Material, das im Wasser unter Luftabschluss geriet, vermoderte nicht mehr. Es wurde durch das Wasser luftdicht abgeschlossen, so dass sich Torf bilden konnte. Dank anhaltender Absenkung des Rheinlandes entstanden mächtige Torfschichten. Im Raum Bergheim erreichte der Torf Mächtigkeiten bis zu 270 Metern (die sogenannte Hauptflöz-Gruppe).
Im Laufe der Jahrmillionen wurde das Klima kälter. Viel Wasser wurde in den Kaltzeiten in Gletschern gebunden, so dass der Meeresspiegel weltweit sank. Die Nordsee zog sich aus dem Rheinland gen Norden in die Niederlande zurück. Über den Torfschichten lagerten Flüsse wie der Rhein, die Rur und die Maas vor allem Sande und Kiese ab. Dadurch verdichtete sich der Torf und gab Wasser ab. Unter dem Druck der Ablagerungen entstand durch Inkohlungsprozesse die heutige Braunkohle. Durch vier Eiszeiten erhielt das Rheinland sein heutiges Aussehen. Die typischen Pflanzen aus der Braunkohlezeit wurden – soweit sie das heutige gemäßigte Klima tolerieren – in einem Lehrpfad im Park des Schlosses Paffendorf, dem Informationszentrum Braunkohle des Unternehmens RWE Power, angepflanzt.

#### Erste Braunkohlenfunde
Die „fertige Braunkohle“ und ihre Brennbarkeit erkannten wohl die Römer zuerst. Bei dem Bau einer Wasserleitung bei Frechen müssen sie in geringer Tiefe auf die Kohle gestoßen sein. Dabei kam es wohl auch zum ersten dokumentierten Flözbrand in der Geschichte des Rheinischen Reviers. Gefördert wurde die Kohle von den Römern nicht.
Auch im Mittelalter wurde Braunkohle abgebaut. Man benutzte sie aber meist nur als Kölnische Umbra, als Farbe.
Erst zum Ende des 17. Jahrhunderts bemerkten Arbeiter aus der Keramik-Industrie zwischen Bonn und Frechen, dass die „schwarze Erde“, die sie in den Tongruben über den Tonschichten fanden, brennen konnte. Die ersten kleinen Gruben entstanden im Südrevier bei Brühl und Hürth.

#### Braunkohleabbau in Bergheim
Im Bereich der Ortschaft Niederaußem entstanden erst zu Beginn des 19. Jahrhunderts die ersten Gruben. Der Niederaußemer Landwirt Meul stieß bei Arbeiten auf einem Feld bei Oberaußem auf Kohle und eröffnete daraufhin die erste Grube. Kurze Zeit später waren auch die ersten Bergschäden zu beklagen, das alte Schloss Schlenderhan bei Quadrath-Ichendorf stürzte zusammen.
1870 muss Meul die Grube verkaufen, neuer Besitzer wurde Simon von Oppenheim, dem auch die Nachbargrube Schlenderhan bei Quadrath gehörte.
Ein Jahr nach dem Grubenkauf hielt eine große Neuerung Einzug in die Grube. Der Abraum und die Kohle wurden auf Wagen geladen und diese über eine Seilwinde aus dem Tagebau gezogen. 1882 ging die erste Brikettfabrik mit sieben Pressen in Betrieb. Oppenheims Sohn Eduard übernahm nach dem Tod des Vaters die Geschäftsführung und legte die Gruben Schlenderhan, Urwelt und Fortuna zusammen. Kurz vor Beginn des 20. Jahrhunderts wurde die Gewerkschaft Fortuna gegründet, ein Zusammenschluss mehrerer Grubenbesitzer. Zur gleichen Zeit ging bei Oberaußem die Brikettfabrik Fortuna I in Betrieb. Nur ein Jahr später, im Jahr 1900, begannen schon die Arbeiten für eine zweite Fabrik, die schon ein Jahr später produzierte. Jährlich konnten hier 210.000 Tonnen Briketts hergestellt werden.

#### Auf dem Weg zur Großindustrie
Die Brikettfabrikation rückte in den folgenden Jahren in den Hintergrund. Braunkohle wurde jetzt zur Elektrizitätserzeugung genutzt.
Die Stadt Köln wuchs um die Jahrhundertwende stetig und brauchte Strom. Daher wurde zwischen 1910 und 1912 das erste Kraftwerk Fortuna errichtet.
Nach Ende der Bauarbeiten lieferte Fortuna I 32 Megawatt Strom. Gute zehn Jahre später nahm auch Kraftwerk Fortuna II den Betrieb auf. Im Jahre 1941 erhielt die Großindustrie auch Einzug in Niederaußem und Auenheim. Die Brikettfabrik Fortuna-Nord, heute Kohleveredlungsbetrieb Fortuna-Nord, auf der Ortsgrenze zwischen Niederaußem und Auenheim begann mit der Produktion.

#### Nach dem Zweiten Weltkrieg

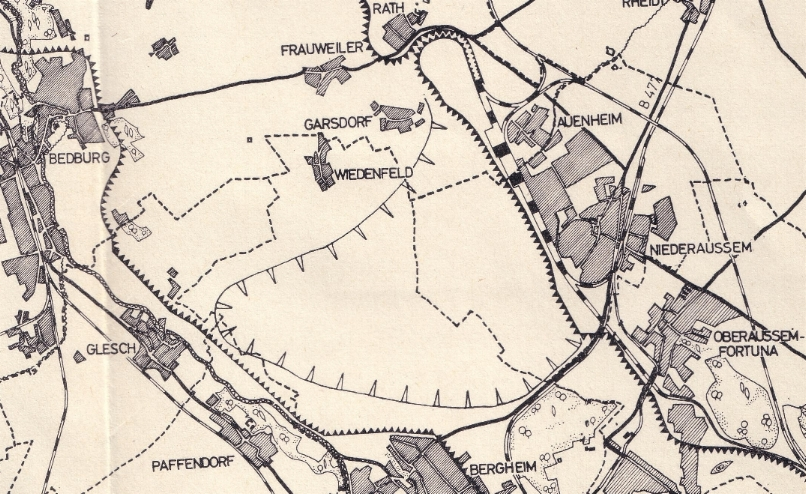
Ehemaliger Tagebau Fortuna Garsdorf

Im Zweiten Weltkrieg waren die Industrieanlagen mehrfach Ziel alliierter Luftangriffe. Trotz Schäden konnte ab Dezember 1945 auf Fortuna wieder Strom produziert werden.
In den nachfolgenden Jahren ging es wieder aufwärts. 1955 entstand der erste Großtagebau im Rheinischen Braunkohlerevier, der Tagebau Fortuna-Garsdorf. Über Jahre hinweg war dies der größte Tagebau der Welt. Hier setzte die RAG und später die Rheinbraun modernste Fördergeräte ein.
Dies bedeutete aber auch die Umsiedlung der Orte Garsdorf, Frauweiler und Wiedenfeld. Die Wiedenfelder fanden in Bergheim-Mitte ihre neue Heimat. Frauweiler und Garsdorf wurden in (Bedburg-)Rath neu aufgebaut.
Am Standort Fortuna kam in den 1950er Jahren noch ein weiterer Kraftwerkteil hinzu. Die Brikettfabriken wurden stillgelegt und abgerissen.
Durch den steigenden Strombedarf begannen 1961 die Arbeiten für das Kraftwerk Fortuna IV, allerdings nicht am Standort Fortuna, was man aus dem Namen schließen könnte, sondern in Niederaußem. In den 1970er Jahren wurde der Aufschluss des Tagebaus Bergheim angekündigt, damit verbunden war die Stilllegung der drei Fortuna-Kraftwerke und die Umsiedlung des Ortes Fortuna.
In den 1980er Jahren kam das Ende der Braunkohleindustrie in Bergheim. Die Ortschaft Fortuna verschwand und am 22. Dezember 1988 ging das Kraftwerk Fortuna endgültig vom Netz. 1989 begannen die Abbrucharbeiten.

#### Seit 1990
1993 wurde die letzte Kohle im Tagebau Fortuna-Garsdorf gefördert. Am 4. Juli 2002 war auch der Tagebau Bergheim ausgekohlt. Aus den ehemaligen Tagebauflächen entstanden und entstehen Naherholungsgebiete für die Anwohner der umliegenden Orte.
1997 begannen am Kraftwerk Niederaußem die Arbeiten für den neuen BoA-Block mit einer Leistung von 944 Megawatt. Im Sommer 2002 nahm der damalige Bundeskanzler Gerhard Schröder bei einer Feierstunde das Braunkohlekraftwerk mit optimierter Anlagentechnik in Betrieb. 2012 wurden die Kraftwerke BoA-2 und BoA-3 mit einer Leistung von jeweils 1.060 Megawatt am Standort Neurath in Betrieb genommen.
Die Kohle wird durch RWE-eigene Bahnlinien, der Hambachbahn, aus dem Tagebau Hambach und der Nord-Süd-Bahn (Garzweiler) aus dem Tagebau Garzweiler herangeschafft.
Information: Am Informationszentrum Schloss Paffendorf beginnt auch die Themenstraße Straße der Energie, die die wichtigsten und modernsten Bereiche der Braunkohlenindustrie und der Rekultivierung des Reviers zusammen mit Windenergie und Photovoltaik in Stationen vorführt.

### Wirtschaft (aktuell)
Größter Arbeitgeber der Stadt ist die RWE Power. Sie betreibt den Braunkohleabbau in der Umgebung.
Das Martinswerk in Quadrath-Ichendorf wurde 1913 als Tochtergesellschaft der Aluminium Industrie AG gegründet. Im Martinswerk wurde für die Aluminiumhütten der AI AG das nötige Aluminiumoxid, auch Hüttentonerde genannt, hergestellt. Da für die Produktion große Mengen Dampfkraft nötig waren, fiel die Standortwahl auf Bergheim, da es im Herzen des rheinischen Braunkohlereviers liegt. Das Martinswerk zählt heute zu den weltweit bedeutenden Anbietern von Produkten auf der Basis von Aluminiumhydroxid und Aluminiumoxid. 2001 wurde es von der Albemarle Corporation gekauft.
Zwischen 1997 und 2002 wurde im Ortsteil Niederaußem am bestehenden Kraftwerk Niederaußem ein weiterer Kraftwerksblock gebaut. Dabei waren bis zu 2.000 Arbeiter in Bergheim beschäftigt. Die Bausumme von 1 Mrd. Euro war seinerzeit die größte Einzelinvestition in Nordrhein-Westfalen.
Im Stadtteil Paffendorf befinden sich ein Logistikzentrum und der Sitz der Deutschland-Niederlassung des britischen
Online-Versandhändlers AO World.
Im Jahr 2024 kündigte der US-Konzern Microsoft an, ein Rechenzentrum für das Cloud Computing und Künstliche Intelligenz in Bergheim aufzubauen. Ein zweites Rechenzentrum soll in Bedburg entstehen.

### Verkehr

#### Schienenverkehr

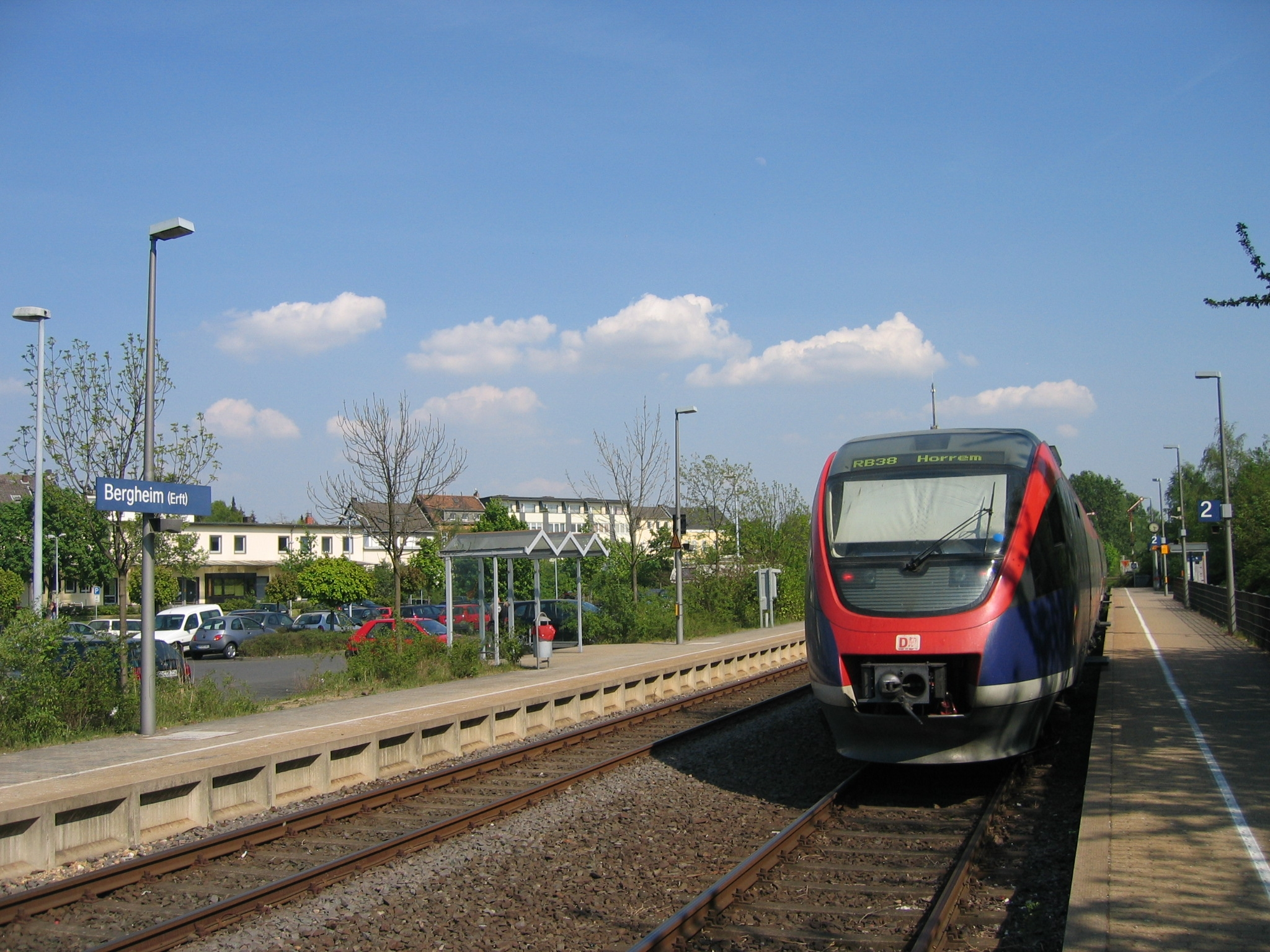
Ein Zug der Erft-Bahn im Bahnhof Bergheim

Durch Bergheim verläuft die Erftbahn (KBS 481) von Bedburg nach Horrem. Die Strecke wird als RB 38 von DB Regio befahren. In Bergheim befinden sich die Stationen Quadrath-Ichendorf, Bergheim (Erft), Zieverich, Paffendorf und Glesch. Es gibt Planungen die S-Bahn Köln über diese Strecke bis Bedburg zu verlängern.
| Linie | Verlauf | Takt                                      |
| ----- | --- | ----------------------------------------- |
| RB 38 | Erft-Bahn: Bedburg (Erft) – Glesch – Paffendorf – Zieverich – Bergheim (Erft) – Quadrath-Ichendorf – Horrem – Köln-Ehrenfeld – Köln Hbf – Köln Messe/Deutz Stand: Fahrplanwechsel Dezember 2023 | 60 min 30 min (Bedburg–Horrem wochentags) |

#### Alter Bahnhof
Der alte Bahnhof wurde 1988 eröffnet. Teile des Bauwerks/Empfangshalle dienten als Gaststätte. Im hinteren Bereich befand sich bis etwa 2010 ein Fahrkartenschalter der Deutschen Bahn. Direkt daneben war der Wartebereich. Dort befanden sich Sitzmöglichkeiten. Lagerräumlichkeiten gab es hier ebenfalls. Das Stationsgebäude wurde 2015/2016 geräumt, da auf dem Bahnhofsgelände ein Einkaufszentrum entsteht. Geplant ist dort eine Einkaufsfläche von bis zu 10.000 Quadratmetern. Der alte Busbahnhof mit Wartesaal neben dem ehemaligen Kiosk wurde bereits abgerissen (Stand Oktober 2016). Der neue Busbahnhof mit dem geplanten Einkaufszentrum soll Ende 2018 eröffnet werden.

Alter Bahnhof Bergheim (Erft) während der Abrissarbeiten, Stand: 24. November 2016
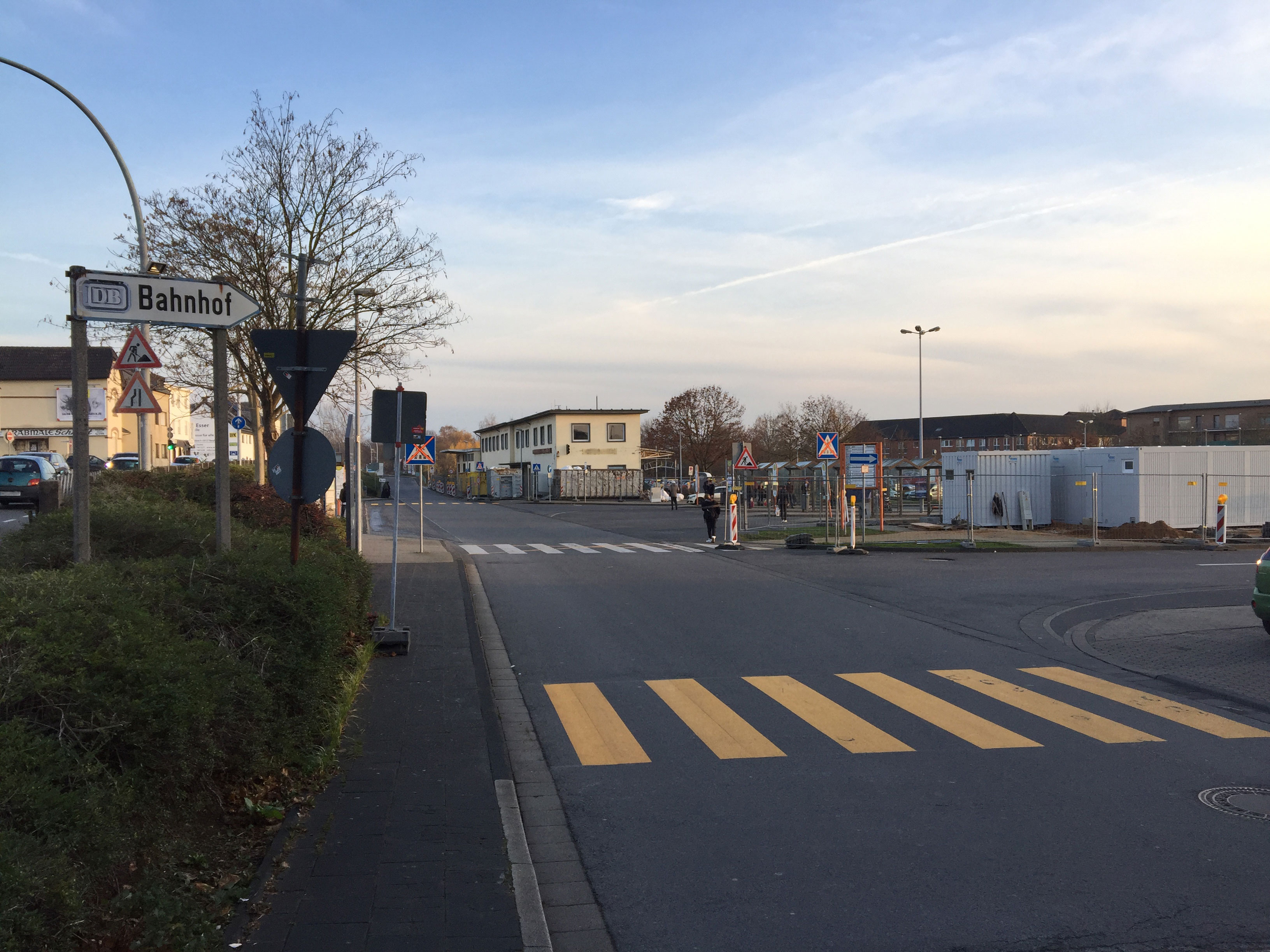
Alter Bahnhof Bergheim (Erft).
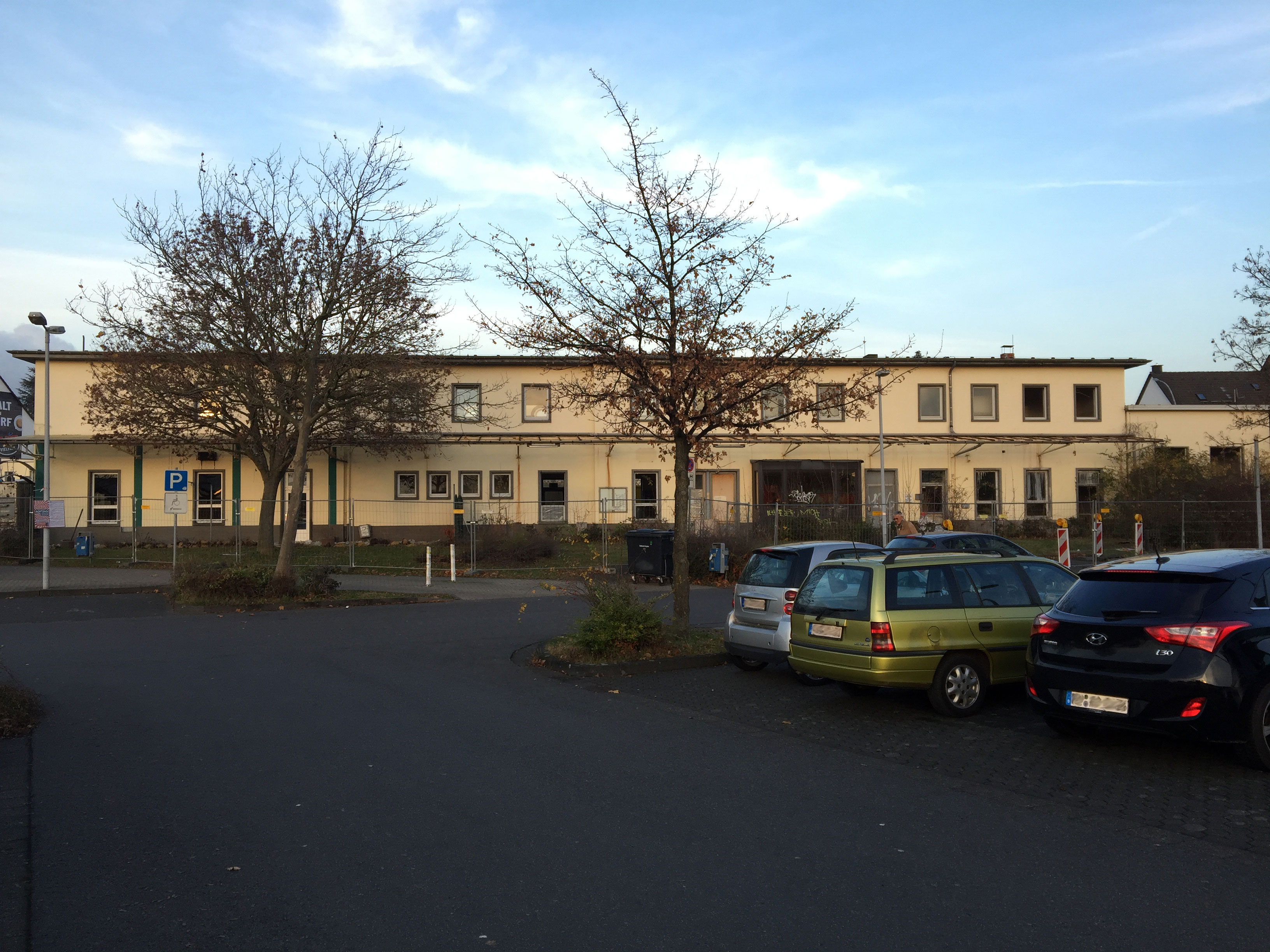
Das Empfangsgebäude aus der Sicht der Gleise.
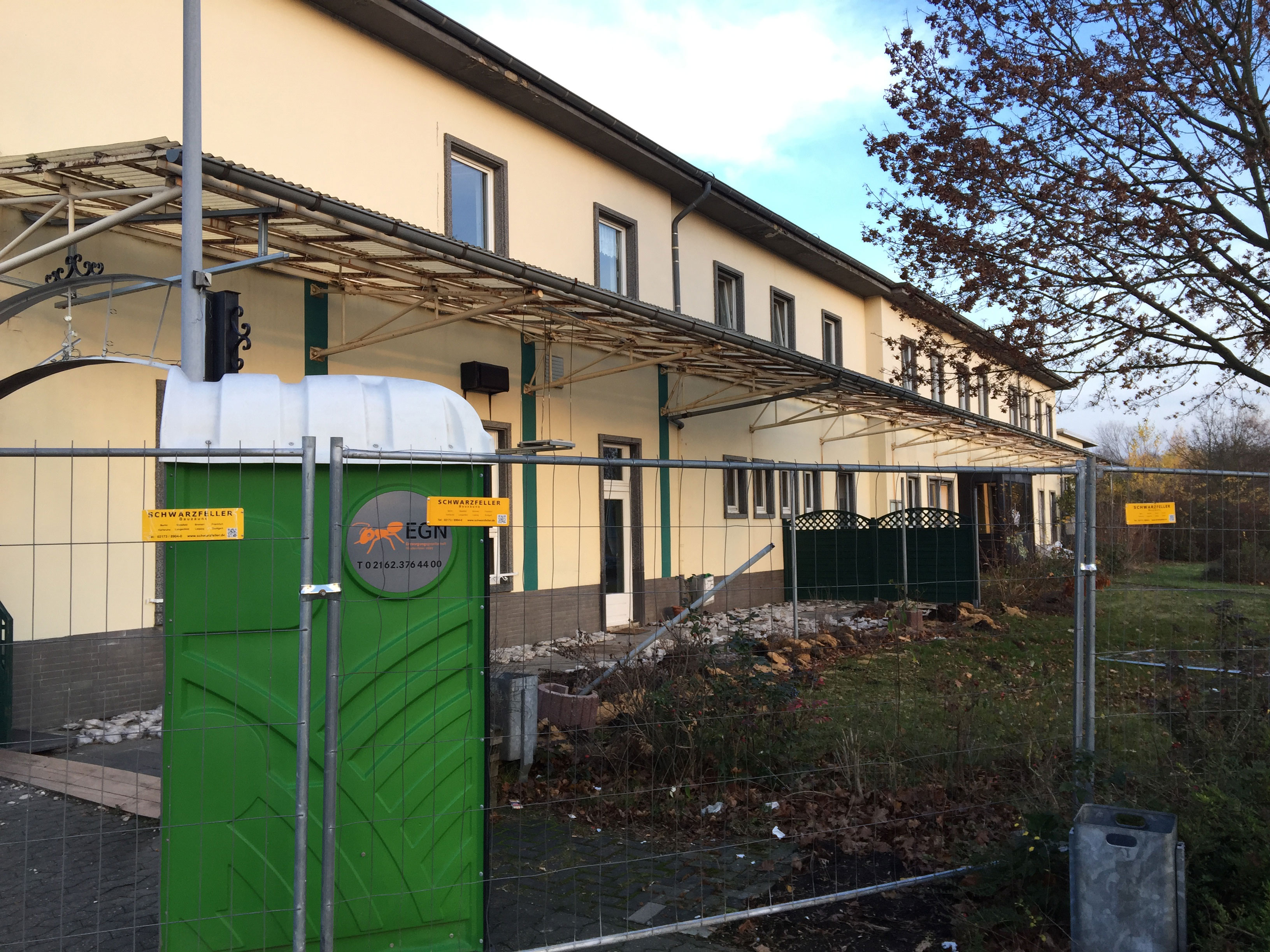
Blick auf die ehemalige Gaststätte und Empfangshalle. Hier verlief damals Gleis 1.
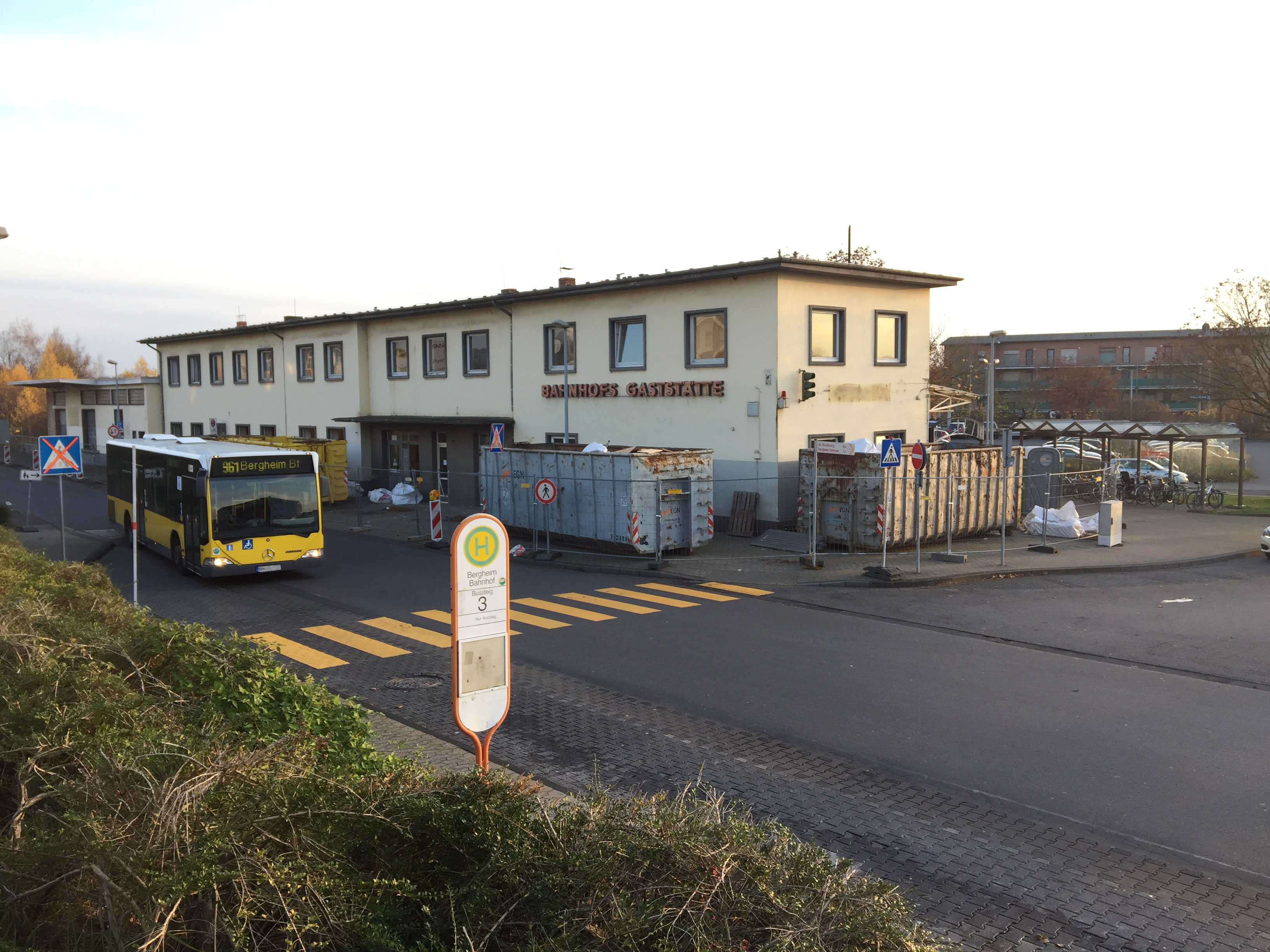
Blick von der Kölner Str. auf das alte Bahnhofsgebäude.
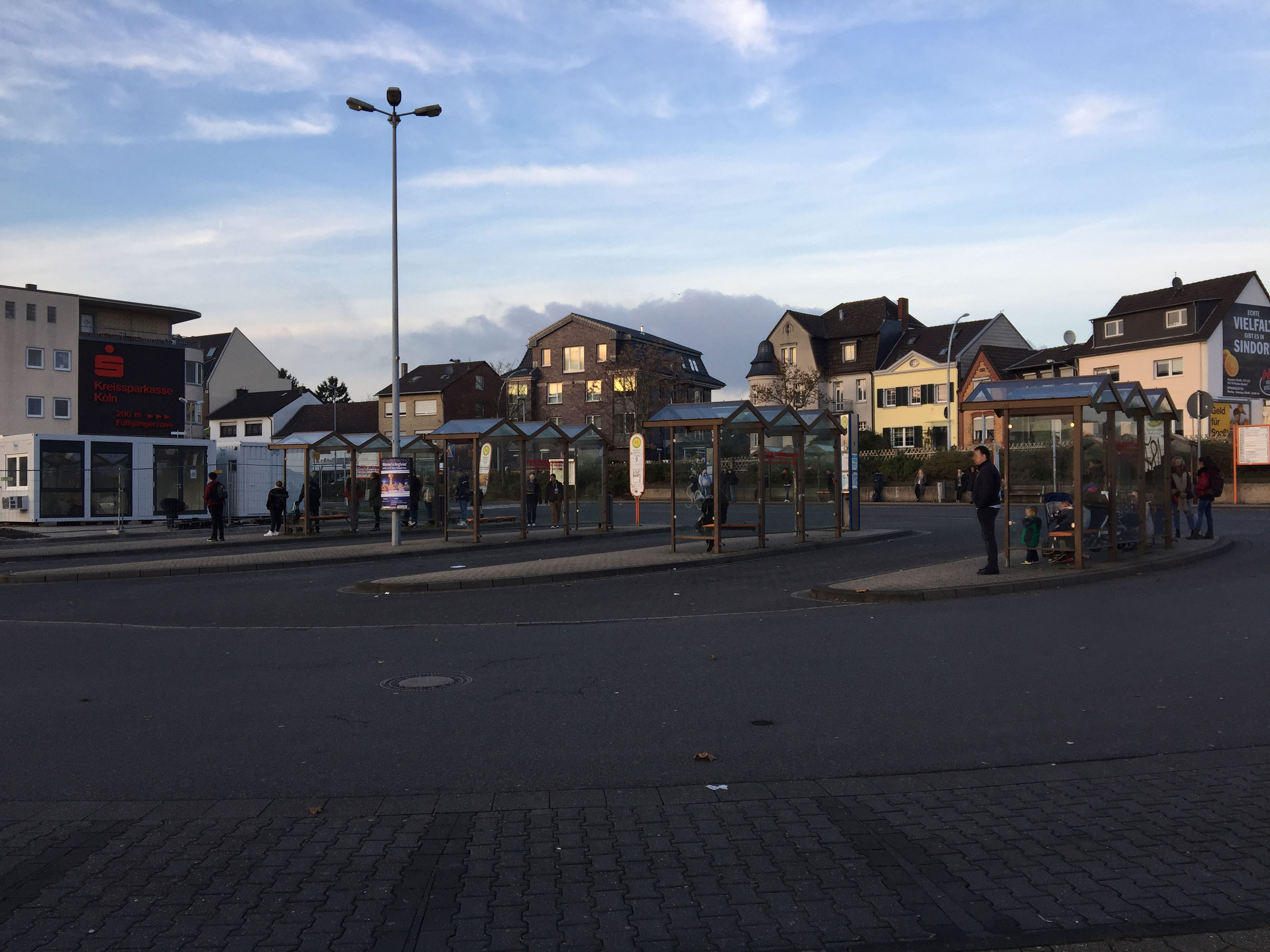
Blick auf den alten Busbahnhof. Ehemaliger Wartesaal und Kiosk wurden bereits abgerissen. Dort stehen Baucontainer (links).
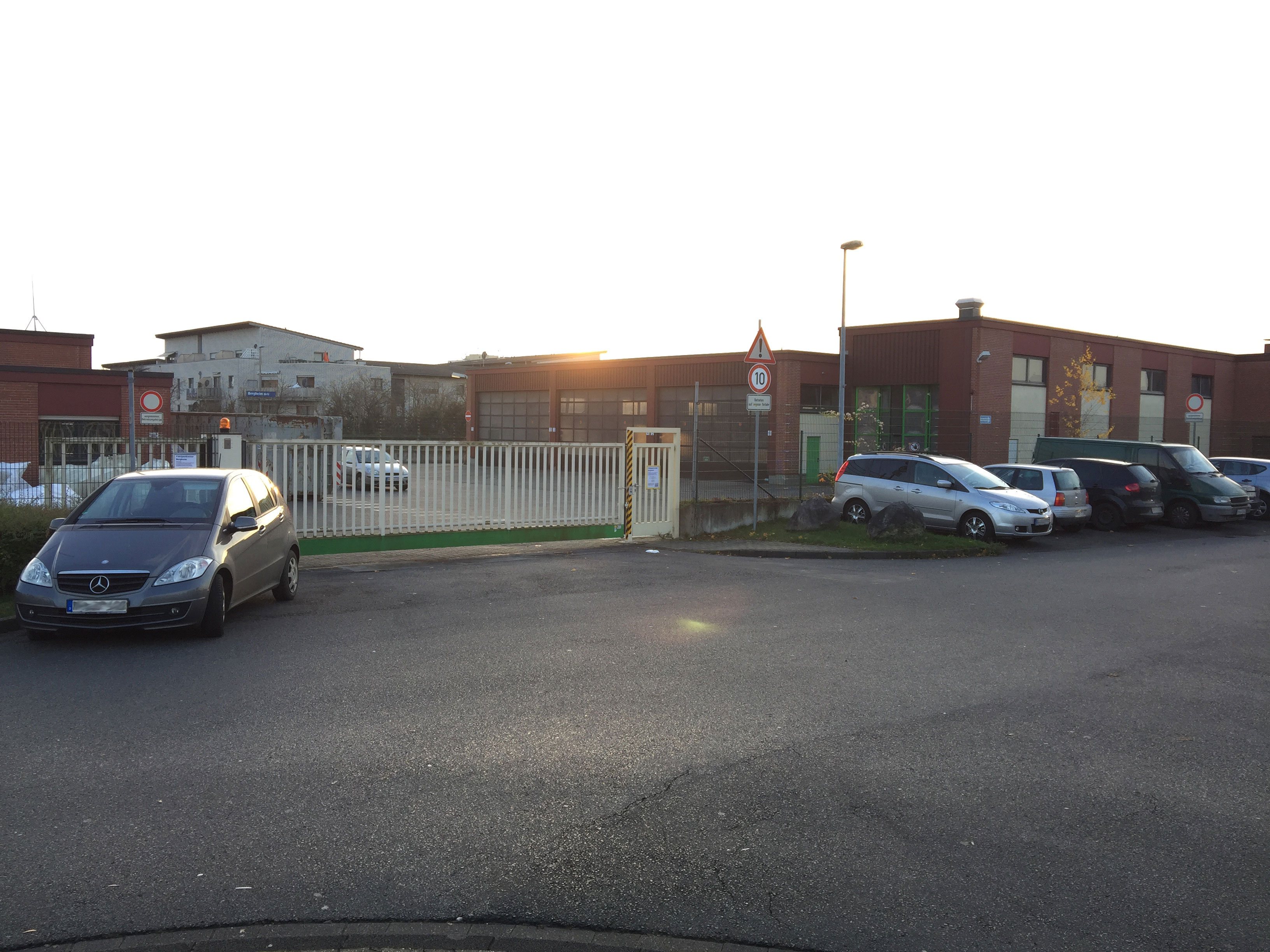
Ehemaliges Busdepot der REVG. Abrissarbeiten im Gange.

#### Busverkehr

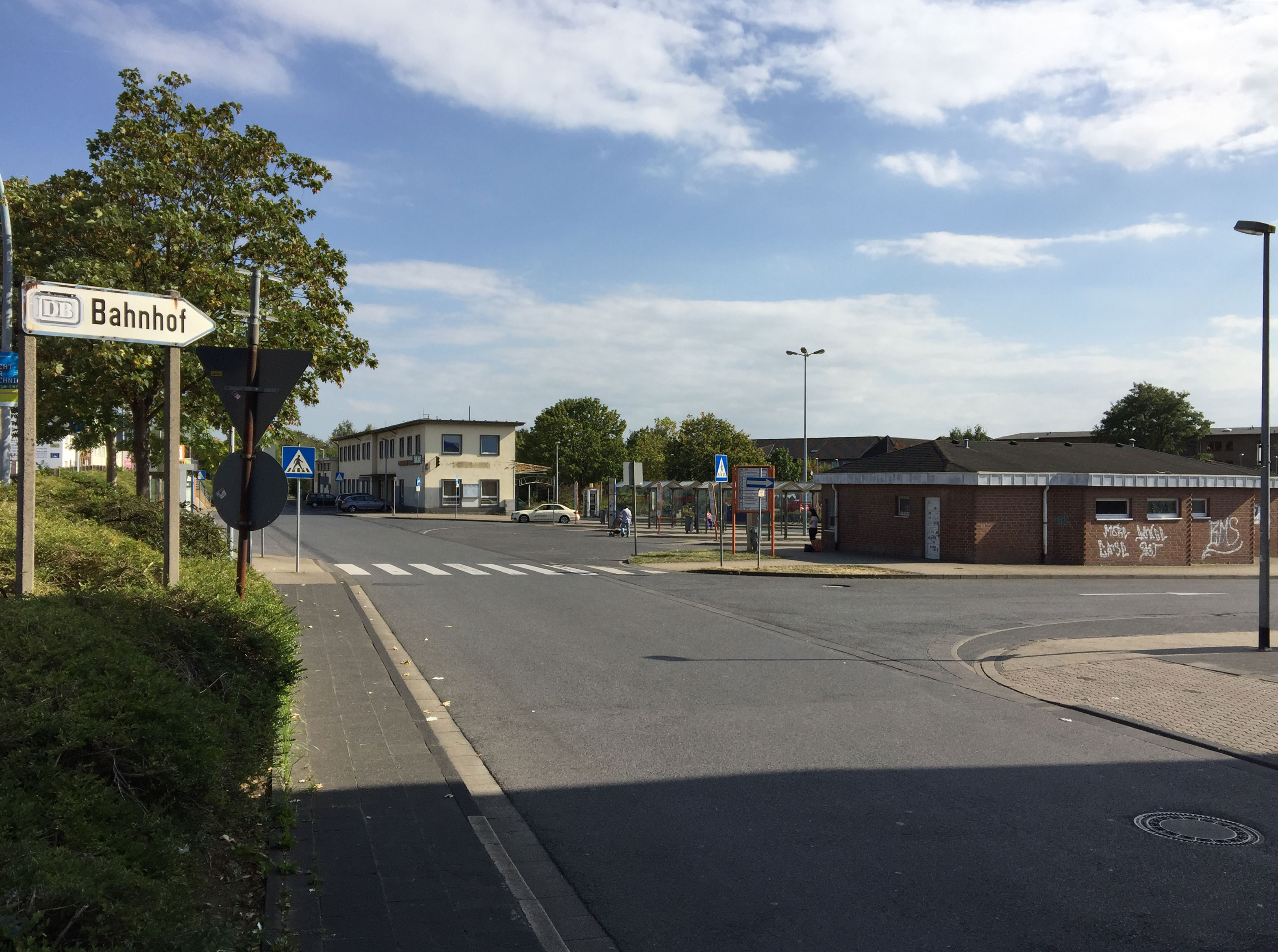
Alter Bahnhof Bergheim im Jahr 2016. Rechts daneben ist der Busbahnhof zu sehen.

Am Bergheimer Busbahnhof laufen VRS-Buslinien der Rhein-Erft-Verkehrsgesellschaft aus Bedburg (Linie 975), Rommerskirchen (Linie 971), Köln-Weiden (Linien 950 und 961), Frechen und Hürth (Linie 960), Horrem (Linien 960 und 975), Elsdorf (Linien 937 und 950) und Titz-Rödingen (Linie 950) zusammen, der Busbahnhof ist außerdem Endhaltestelle der Linie 922 der Firma Tirtey. Den Ortsverkehr in Bergheim-Mitte, Kenten und Quadrath-Ichendorf übernimmt zudem die Stadtverkehrslinie 969. Im Schülerverkehr finden zudem zusätzliche Fahrten, unter den Liniennummern 923 und 972, zu den in der Nähe der weiterführenden Schulen liegenden Haltestellen statt. Ein Anrufsammeltaxisystem ergänzt dieses Angebot.
| Linie | Betreiber | Verlauf |
| ----- | --------- | --- |
| 922   | Tirtey    | Bergheim Bf – Zieverich – Thorr – Widdendorf – Heppendorf – Ahe – Kerpen-Sindorf S – Kerpen, Schützenstr. |
| 923   | REVG      | Stadtverkehr Bergheim |
| 937   | REVG      | Schülerverkehr: Oberembt – Frankeshoven – Niederembt – Tollhausen – Esch – Angelsdorf – (Neu-Etzweiler –) Elsdorf – Zieverich – Bergheim |
| 945   | REVG      | Bergheim Bf – Zieverich – Gewerbepark Paffendorf |
| 950   | REVG      | Weiden Zentrum (Stadtb.) – Königsdorf Bf – Quadrath-Ichendorf Bf – Kenten – Bergheim Bf – Zieverich – Thorr – Grouven – Berrendorf – Giesendorf – Elsdorf – Angelsdorf – Esch – Niederembt – Frankeshoven – Oberembt – Bettenhoven – Rödingen |
| 961   | REVG      | Weiden West – Brauweiler – Abtei Brauweiler – Dansweiler – Glessen – Oberaußem – Niederaußem – Quadrath-Ichendorf – Kenten – Bergheim Bf (– Bergheim Kreishaus)                                                                               |
| 969   | REVG      | Bergheim Bf – Kenten – Quadrath-Ichendorf Bf |
| 970   | REVG      | Bocklemünd (Stadtbahn) – Pulheim – Stommeln – Fliesteden – Büsdorf – Niederaußem – Oberaußem – Bergheim Bf (/ Quadrath-Ichendorf Bf) |
| 971   | REVG      | (Bergheim Bf – Oberaußem –) Niederaußem – Rheidt-Hüchelhoven – Rommerskirchen Bf |
| 972   | REVG      | Schülerverkehr: (Weiden West –) Abtei Brauweiler – Fliesteden – Glessen – Büsdorf – Niederaußem – Oberaußem – Quadrath-Ichendorf – Kenten – Bergheim Bf                                                                                       |
| 975   | REVG      | (Grevenbroich – Laach – Gustorf – Königshoven –) Kaster – Bedburg Bf – Blerichen – Kirdorf – Glesch – Paffendorf – Zieverich – Bergheim Bf – Kenten – Quadrath-Ichendorf – Horrem Bf                                                          |
| SB92  | REVG      | Schnellbus: Elsdorf Busbf – Bergheim – Kenten Martinswerk – Quadrath-Ichendorf – Ahe – Sindorf – Kerpen |

#### Straßenanbindung

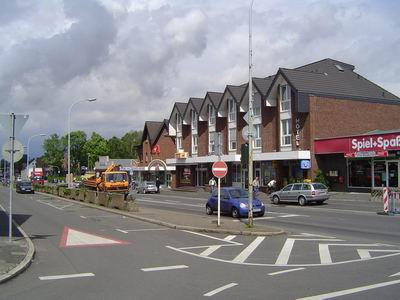
B 477, Niederaußem

- Bergheim ist direkt mit der Bundesautobahn 61 verbunden, die von Hockenheim nach Nettetal führt. Die A 61 ist über das Autobahnkreuz Kerpen mit der A 4 verbunden.
- Auch die Bundesstraßen 55 und 477 laufen durch Bergheimer Stadtgebiet. Ergänzt wird das Straßennetz durch zahlreiche Land- und Kreisstraßen.

#### Radwege
Die Stadt ist an mehrere Radwanderwege angeschlossen:
- Die 524 km lange Wasserburgen-Route verbindet mehr als 130 Burgen am Rand der Eifel und in der Kölner Bucht.
- Das 265 km lange Radwegenetz der Tälerroute erschließt touristisch interessante Orte in Nordrhein-Westfalen auf familienfreundlicher Strecke.
- Der Erft-Radweg führt über rund 110 Kilometer an der Erft entlang. Von der Quelle in Nettersheim-Holzmülheim bis zur Mündung in den Rhein in Neuss.

### Medien

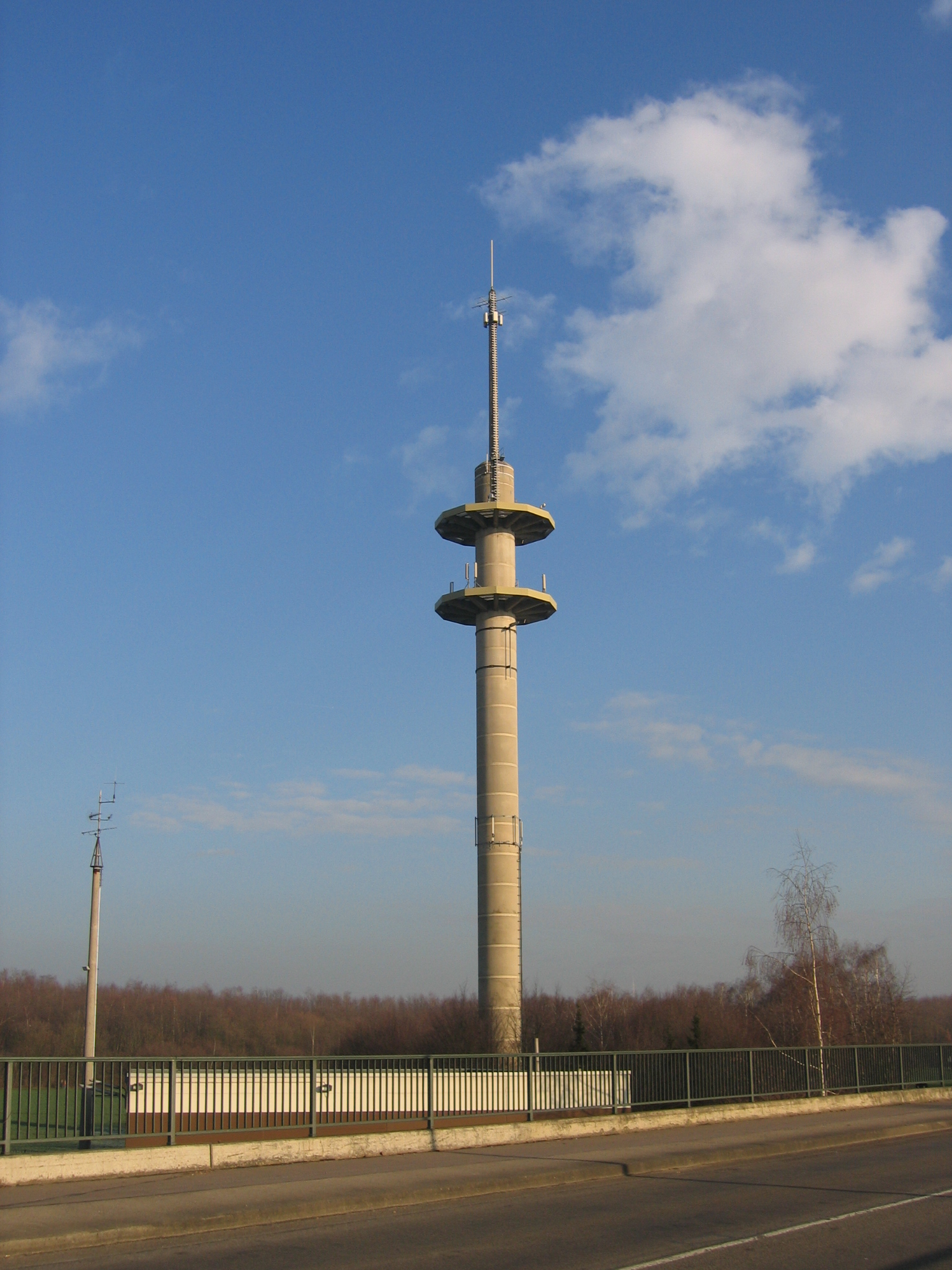
Fernmeldeturm in Kenten

Der Kölner Stadt-Anzeiger und die Rhein-Erft-Rundschau (Kölnische Rundschau) sind mit jeweils einer Lokalredaktion in Bergheim vertreten, die werktags über das Geschehen in der Kreisstadt berichten. Mittwochs erscheint die Werbepost und samstags erscheint die Sonntagspost. Beide Blätter sind kostenlos und werden durch Werbung finanziert.
Einmal im Monat erscheint kostenlos das Anzeigenblatt „Shopping News“ in Bergheim, Bedburg, Elsdorf sowie in Kerpen.
Der lokale Radiosender Radio Erft mit Standort Wesseling und Sendeanlagen auf dem Colonius in Köln informiert über Bergheim und die Städte des Rhein-Erft-Kreises.
Über wichtige Ereignisse wird in der „Kölner Lokalzeit“ des WDR-Fernsehens und in den Regionalnachrichten von WDR 2 berichtet.

## Bildungseinrichtungen

### Bibliotheken

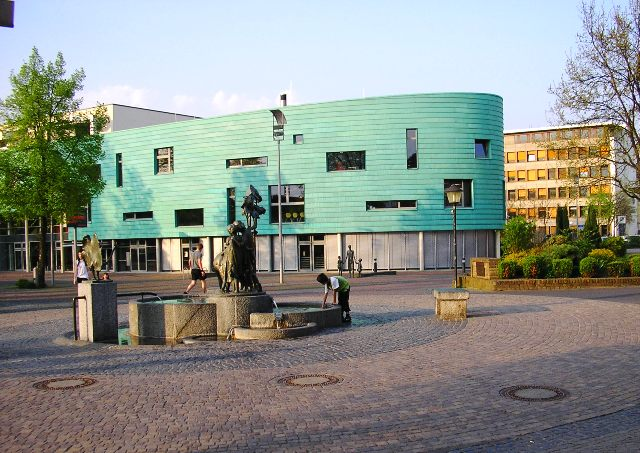
Bergheim, Medio.Rhein.Erft

Die Stadt Bergheim verfügt über mehrere Bibliotheken und Büchereien. Die größte und modernste ist die Stadtbibliothek im Zentrum von Bergheim. Sie wurde nach dem Umzug in das Medio.Rhein.Erft im Juni 2004 neu eröffnet.
Weitere ehemals städtische Büchereien sind mittlerweile in die Trägerschaft von Schulen und andere Institutionen übergegangen. Die ehemalige Stadtbücherei Niederaußem/Oberaußem wird von der Albert-Einstein-Realschule und dem Stadtteilforum Oberaußem betrieben. In Quadrath-Ichendorf führt die Gesamtschule Regie und in Ahe betreuen Bürger aus dem Ort die Einrichtung ehrenamtlich.
Neben der städtischen Bibliothek und den teilöffentlichen Büchereien in den Stadtteilen betreiben die katholischen Kirchengemeinden in den meisten Ortsteilen ebenfalls öffentliche Büchereien.

### Schulen
Bergheim verfügt über zwölf Grundschulen, zwei Gymnasien (Erftgymnasium und Gutenberg-Gymnasium Bergheim) in der Stadtmitte, zwei Realschulen in Oberaußem und Bergheim sowie eine Gesamtschule in Quadrath-Ichendorf und zwei Hauptschulen.
Das Berufskolleg des Rhein-Erft-Kreises mit den Schwerpunkten Ernährung und Versorgungsmanagement, Nahrungsgewerbe, Körperpflege und Sozial- und Gesundheitswesen hat beide Standorte in Bergheim.
Ein Fachseminar für Altenpflege (Institut für Pflege und soziales gGmbH) bietet in mehreren Kursen die dreijährige Ausbildung in der Altenpflege.
Im Stadtteil Niederaußem befindet sich eine Förderschule mit dem Förderschwerpunkt Lernen für Kinder mit Lernbehinderung.
Die örtliche Volkshochschule (VHS) bietet Erwachsenen Lernangebote; an der Abendschule Bergheim können die verschiedenen Schulabschlüsse nachgeholt werden.

## Persönlichkeiten

### Ehrenbürger
Die Stadt Bergheim hat folgende Ehrenbürger, die sich in den nebenstehenden Funktionen um die Stadt verdient gemacht haben:
- Willi Abts, Mitglied des Rates der Stadt Bergheim und stellv. Bürgermeister
- Rudi Bittner, Mitglied des Rates der Stadt Bergheim, Mitglied des Kreistages des Erftkreises und 1. Ortsvorsteher von Quadrath-Ichendorf
- Peter Giesen, Mitglied des Rates der Stadt Bergheim und Ortsvorsteher von Ahe
- Klaus Gülden, Mitglied des Rates der Stadt Bergheim und Ortsvorsteher von Auenheim
- Richard Kasper, Landtagsabgeordneter, Bürgermeister der Gemeinde Quadrath-Ichendorf und Landrat des Kreises Bergheim
- Rolf Kremer, Mitglied des Rates der Stadt Bergheim und Ortsvorsteher von Niederaußem
- Hubert Orth, Mitglied im Rat der Stadt Bergheim
- Willi Roth, Mitglied im Rat der Stadt Bergheim
- Willi Schmitt, Mitglied des Rates der Stadt Bergheim und ehrenamtlicher Bürgermeister der Stadt Bergheim
- Alfred Timm, Verdienste um die Städtepartnerschaft Bergheim-Chauny
- Willi Weck, Mitglied des Rates der Stadt Bergheim und Ortsvorsteher von Oberaußem
- Peter Weitz, Mitglied des Rates der Stadt Bergheim und Ortsvorsteher von Glesch
- Hans Wolle, Mitglied im Rat der Stadt Bergheim, Bürgermeister der früheren Gemeinde Niederaußem

Traditionell werden Mitglieder des Stadtrates, die 30 Jahre lang in diesem Gremium tätig waren, mit der Ehrenbürgerwürde ausgezeichnet.

### Söhne und Töchter der Stadt
- Carl Gisbert Wilhelm von Bodelschwingh-Plettenberg (1821–1907), Gutsbesitzer und Politiker
- Cornelius Trimborn (1824–1889), Jurist und Mitglied des Deutschen Reichstags
- Aegidius Müller (1830–1898), katholischer Pfarrer und Autor
- Heinrich Reissdorf (1844–1936), Gründer der Privat-Brauerei Heinrich Reissdorf[30]
- Alfred Overmann (1866–1946), Historiker und Direktor des Stadtarchivs Erfurt
- Bernhard Falk (1867–1944), Rechtsanwalt, Justizrat und Politiker
- Christian Junggeburth (1887–1929), Radsportler und Schrittmacher
- Gerhard Fieseler (1896–1987), Jagdflieger im Ersten Weltkrieg und Flugzeugkonstrukteur (Gerhard-Fieseler-Werke)
- Gerhard Schröder, Gründer rheinischer Kolonialwaren-Großhandlungen, die später zur HIT Handelsgruppe wurden[31]
- Heinrich Ernst Siegrist (1903–1970), Schriftsteller
- Heinrich Emde (1913–1979), SS-Oberscharführer und Blockführer im KZ Buchenwald
- Albert Zimmermann (1928–2017), Philosophiehistoriker
- Dieter Höller (1938–2013), Fußballspieler
- Christian Breuer (1939–2017), Fußballspieler
- Willi A. Kalender (1949–2024), Physiker und Professor
- Horst Hoffmann (* 1950), Schriftsteller
- Paul Vincent (1950–2016), Musiker, Komponist und Arrangeur
- Karin Graf (* 1952), Literaturagentin und Übersetzerin
- Wolfgang Seifen (* 1956), Organist und Professor
- Hans-Günther Schmitz (* 1957), Komponist und Musikproduzent
- Thomas Licher (* 1963), Journalist
- Alfred Steffen (* 1963), Fotograf
- Sarah Kreuz (* 1989), Sängerin, Zweitplatzierte bei DSDS
- Victoria Ulbrich (* 1992), Sängerin und ehemaliges Bandmitglied von Queensberry

### Persönlichkeiten, die hier gewirkt haben
- Peter Bongartz (* 1942), Schauspieler, lebt Jahre in Bergheim.
- Daniel Engelbrecht (* 1990), deutscher Fußballprofi, der als erster mit dem Handicap Defibrillator ein Tor erzielte[32]
- Günter Grass (1927–2015): Der Schriftsteller lebte nach dem Ende des Zweiten Weltkrieges einige Jahre in Bergheim-Oberaußem. In seinem Roman Die Blechtrommel (1959) lässt er seinen Helden Oskar Matzerath vom Oberaußemer Friedhof aus die Erftlandschaft betrachten, vor allem das „zischende, immer explodieren wollende Kraftwerk Fortuna Nord“.
- Stefan Heße (* 1966), Erzbischof von Hamburg, war von 1993 bis 1997 Kaplan von St. Remigius in Bergheim.
- Wilhelm Hoffsümmer (* 1941): Der Paffendorfer Pfarrer Wilhelm „Willi“ Hoffsümmer veröffentlichte zahlreiche Bücher, darunter Nikos Traum (1983) und Gott ist mit David (1986).
- Der Bildhauer Heinz Klein-Arendt, der 1916 in Köln geboren wurde, lebte und arbeitete von 1971 bis zu seinem Tod am 15. Juli 2005 im Bergheimer Stadtteil Oberaußem. Er gestaltete unter anderem 1980 die Bleiglasfenster der Erlöserkirche in Niederaußem und schuf verschiedene Skulpturen und Plastiken für den öffentlichen Raum, so 1981 eine Figurengruppe für den Hubert-Rheinfeld-Platz in der Bergheimer Innenstadt.
- Der Maler und Kunstprofessor Dieter Krieg, der 1937 in Lindau am Bodensee geboren wurde, lebte in den letzten Jahren bis zu seinem Tod am 26. November 2005 im Bergheimer Stadtteil Quadrath-Ichendorf. Er war ein Hauptvertreter des figurativen Expressionismus. 1978 vertrat er Deutschland bei der Biennale in Venedig.
- Axel Kutsch (* 1945) veröffentlichte Lyrik-Anthologien, in denen neben weniger bekannten Poeten auch Büchner-Preisträger wie Durs Grünbein, Ernst Jandl und Hans Magnus Enzensberger zu Wort kommen. Sowohl seine Anthologien als auch seine Gedichtbände (u. a. Einsturzgefahr, 1997, Wortbruch, 1999, Ikarus fährt Omnibus, 2005) fanden positive Resonanz. Außerdem hat Axel Kutsch, der in Bergheim-Ahe lebt, mehrere regionale Lesebücher ediert.
- Kay Löffler (* 1958), norddeutscher Schriftsteller, lebte zwischen 1987 und 1992 in Bergheim-Niederaußem. Das dortige Kohlekraftwerk und die Umweltproblematik der Region inspirierten ihn zu seinem Roman Dorf der Wolkenmacher.
- Rupert Mayer hat bisher mehrere Bücher (u. a. die Lyrikbände Gewisse Menschen, 1984, und Entlaubte Zeit, 1986) publiziert.
- Gynter Mödder (1942–2024): Bergheim-Glessen war der Heimatort des Nuklearmediziners, von dem neben Sach- und Fachbüchern die Romane Tiefgang, der Mäusephilosoph (1986), Laßt mich leben! (1996) und Gullivers fünfte Reise (2005) erschienen sind.
- Christian Müller (* 1938), deutscher Fußballprofi bis 1966, beim 1. FC Köln und Karlsruher SC, wohnte in Rheidt
- Karl Rovers: Der ehemalige Schulleiter aus Quadrath-Ichendorf veröffentlichte den Gedichtband Chile im Netzwerk (1988), ein Kinderbuch und mehrere Sachbücher.
- Der Fußballspieler Lukas Podolski wuchs in Bergheim auf, spielte ab 1991 in der Jugendmannschaft des FC Jugend 07 Bergheim. 1995 wechselte er zur D-Jugend des 1. FC Köln; dort wurde er später auch Profispieler.
- Der Tänzer, Ballettmeister und Tanzpädagoge Peter Roleff wurde 1906 in Quadrath-Ichendorf geboren. Er starb 1994 in Neubeuern/Oberbayern. Roleff hatte unter anderem Engagements an der Städtischen Oper Berlin, in Augsburg, Duisburg, Bonn und Wiesbaden. Außerdem wirkte er in den Filmen Der Kongreß tanzt, Kleider machen Leute und Die Post geht ab mit. 1960 wurde im Deutschen Fernsehen sein Ballett Diana Sorpresa (Musik Harald Banter) gesendet.
- Wilhelm Salber (1928–2016), Psychologe, der von 1963 bis 1993 Direktor des Psychologischen Instituts an der Universität zu Köln war und als Begründer der Psychologischen Morphologie gilt, lebte in Bergheim
- Michael Schumacher (* 1969), ehemaliger Formel-1-Rennfahrer und siebenfacher Weltmeister, besuchte die Geschwister-Scholl-Realschule in Bergheim und lebte in seiner Kindheit einige Jahre in Niederaußem und in Quadrath-Ichendorf, wo er auch Kindergarten und Grundschule besuchte.
- Lukas Sinkiewicz (* 1985), deutscher Fußballprofi (VfL Bochum, 1. FC Köln, Bayer 04 Leverkusen)
- Manfred Stock (* 1932), Fliesteden (1970–1995) war 22 Jahre lang Vorsitzender des NABU Rhein-Erft-Kreis. Er erhielt 1986 das Bundesverdienstkreuz am Bande.
- Henner Voss schrieb in Bergheim sein Buch Vor der Reise – Erinnerungen an Bernward Vesper (2005). Darin schildert er seine Freundschaft mit dem Lebensgefährten von Gudrun Ensslin in den Jahren 1961 bis 1965. Voss hat außer seinem Erinnerungsbuch Reportagen, Autorenporträts und Geschichten veröffentlicht. Seine Erzählung Lukas wurde 1985 verfilmt.
- Walter J. Zielniok (1930–2012): Er war Gründer und von 1966 bis 1980 Rektor der Sonderschule der Stadt Bergheim in Niederaußem.

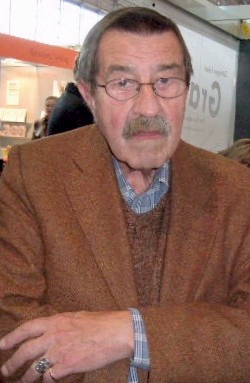
Günter Grass
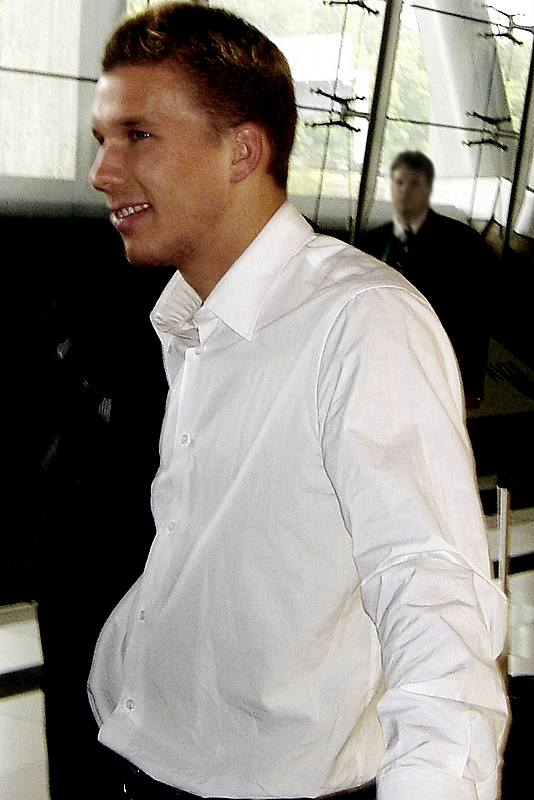
Lukas Podolski
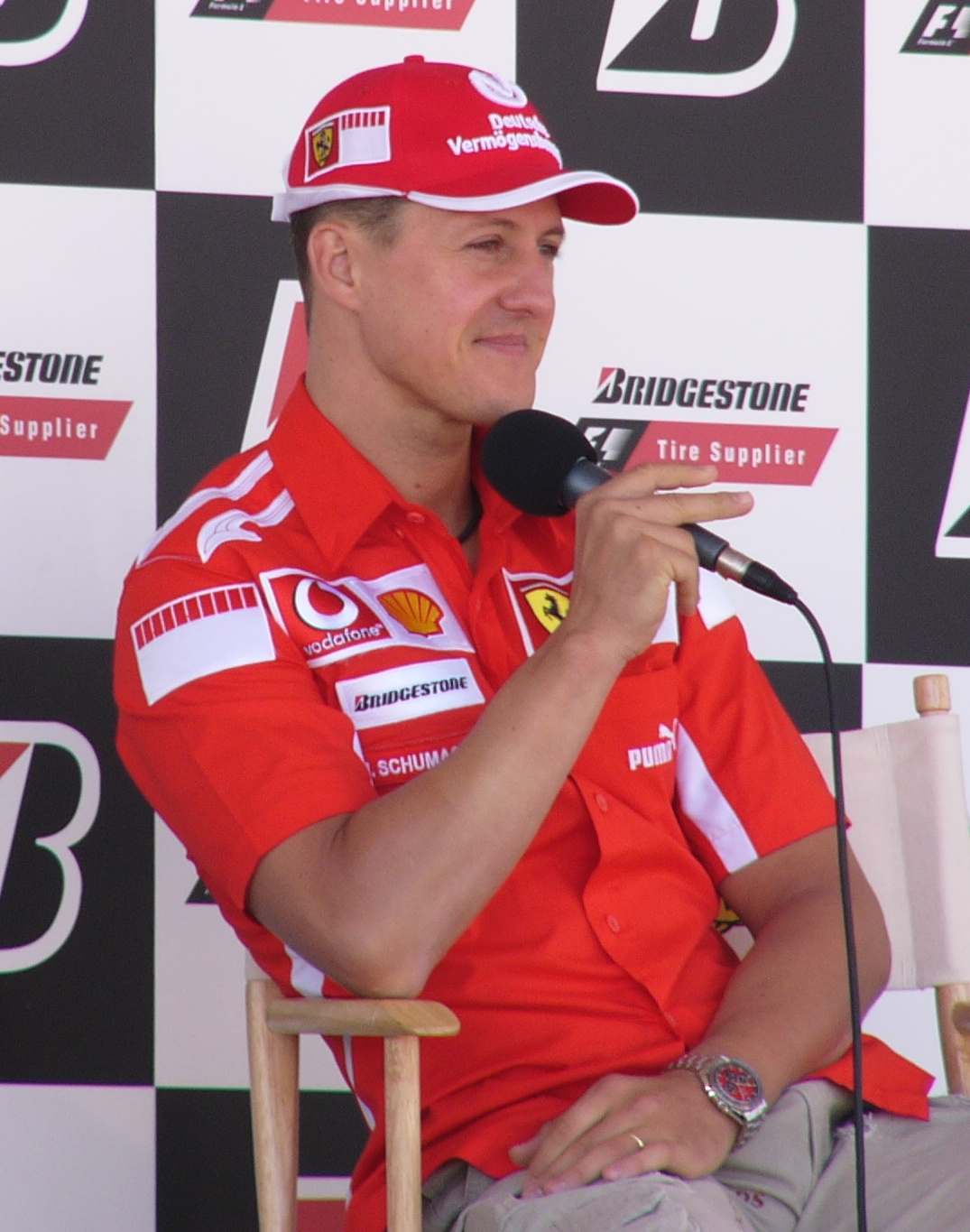
Michael Schumacher